# Ucrânia
Ucrânia (em ucraniano:  Україна, Ukrayïna, pronunciado: [ukrɑˈjinɑ] (escutarⓘ)) é um país do Leste Europeu. É o segundo maior país em área da Europa depois da Rússia, que faz fronteira a leste e nordeste. Também faz fronteira com a Bielorrússia ao norte; Polônia, Eslováquia e Hungria a oeste; Romênia e Moldávia ao sul; e tem um litoral ao longo do mar de Azov e do mar Negro. Abrange uma área de 603 628 km² e em 2021 tinha cerca de 41,5 milhões habitantes, o oitavo país mais populoso da Europa. A capital e a maior cidade do país é Kiev.
O território da Ucrânia moderna é habitado desde 32 000 a.C. Durante a Idade Média, a área foi um centro chave da cultura eslava oriental, com a frouxa federação tribal da Rússia de Kiev formando a base da identidade ucraniana. Após sua fragmentação em vários principados no século XIII e a devastação criada pela invasão mongol, a unidade territorial entrou em colapso e a área foi contestada, dividida e governada por uma variedade de poderes, incluindo a Comunidade Polaco-Lituana, a Áustria-Hungria, o Império Otomano e o Czarado da Rússia. Um Estado cossaco surgiu e prosperou durante os séculos XVII e XVIII, mas seu território acabou sendo dividido entre a Polônia e o Império Russo. No rescaldo da Revolução Russa, surgiu um movimento nacional ucraniano para a autodeterminação e a República Popular da Ucrânia, reconhecida internacionalmente, foi declarada em 23 de junho de 1917. A RSS ucraniana foi um membro fundador da União Soviética em 1922. O país recuperou sua independência em 1991, após a dissolução da União Soviética.
Após independência, a Ucrânia declarou-se um Estado neutro; formou uma parceria militar limitada com a Rússia e outros países da Comunidade dos Estados Independentes (CEI), ao mesmo tempo em que estabeleceu uma parceria com a Organização do Tratado do Atlântico Norte (OTAN) em 1994. Em 2013, depois que o governo do presidente Viktor Yanukovych decidiu suspender um acordo de associação com a União Europeia e buscar laços econômicos mais estreitos com a Rússia, uma onda de vários meses de manifestações e protestos conhecida como Euromaidan começou, que posteriormente transformou-se na Revolução da Dignidade levando à derrubada de Yanukovych e ao estabelecimento de um novo governo. Esses eventos formaram o pano de fundo para a anexação da Crimeia pela Rússia em março de 2014 e a Guerra em Donbas, um conflito prolongado com separatistas apoiados pela Rússia, de abril de 2014 até à invasão russa em fevereiro de 2022.
A Ucrânia é um país em desenvolvimento classificado em 74.º lugar no Índice de Desenvolvimento Humano. Sofre de uma alta taxa de pobreza, bem como de corrupção grave. No entanto, por causa de suas extensas terras férteis, a Ucrânia é um dos maiores exportadores de cereais do mundo. O país é uma república unitária sob um sistema semipresidencial com separação de poderes em legislativo, executivo e judiciário. O país é membro das Nações Unidas, do Conselho da Europa, da OSCE, da GUAM e do Triângulo de Lublin.

## Etimologia
Possivelmente, o nome Ucrânia provém da palavra eslava fronteira, eis que, em russo e polonês, se chamava a região de "Ukraina" ou "Ukrainian". Assim era conhecida a região da fronteira sul entre Polônia e Rússia.

## História

### Antiguidade
Assentamentos neandertais na Ucrânia são vistos nos sítios arqueológicos de Molodova (43 000–45 000 a.C.), que inclui uma habitação construída com ossos de mamute.
Os assentamentos de humanos modernos na Ucrânia e seus arredores datam de 32 000 a.C., com evidências da cultura gravetiana nas montanhas da Crimeia. Em 4 500 a.C., a cultura neolítica Cucuteni-Tripiliana estava florescendo em amplas áreas da Ucrânia moderna, incluindo Tripiliana e toda a região de Dnieper-Dniester. A Ucrânia também é considerada o local provável onde o cavalo foi domesticado pela primeira vez. Durante a Idade do Ferro, a região era habitada por cimérios, citas e sármatas. Entre 700 a.C. e 200 a.C. era parte da Cítia.
A partir do século VI a.C., colônias gregas, romanas e bizantinas foram estabelecidas na costa nordeste do Mar Negro, como em Olbia e Quersoneso, que prosperaram até o século VI d.C. Os godos permaneceram na área, mas ficaram sob o domínio dos hunos a partir da década de 370. No século VII, o território que hoje é o leste da Ucrânia era o centro da Antiga Grande Bulgária. No final do século, a maioria das tribos búlgaras migrou em diferentes direções, e os cazares tomaram grande parte da região.
Nos séculos V e VI, o povo antas vivia na área da atual Ucrânia. Os antas eram os ancestrais dos ucranianos. As migrações da Ucrânia através dos Balcãs estabeleceram muitas nações eslavas do sul. As migrações do norte, chegando quase ao lago Ilmen, levaram ao surgimento dos grupos eslavos ancestrais dos russos. Após um ataque ávaro em 602 e o colapso da União dos Antas, a maioria desses povos sobreviveu como tribos separadas até o início do segundo milênio.

### Idade de ouro em Kyiv (800–1100)

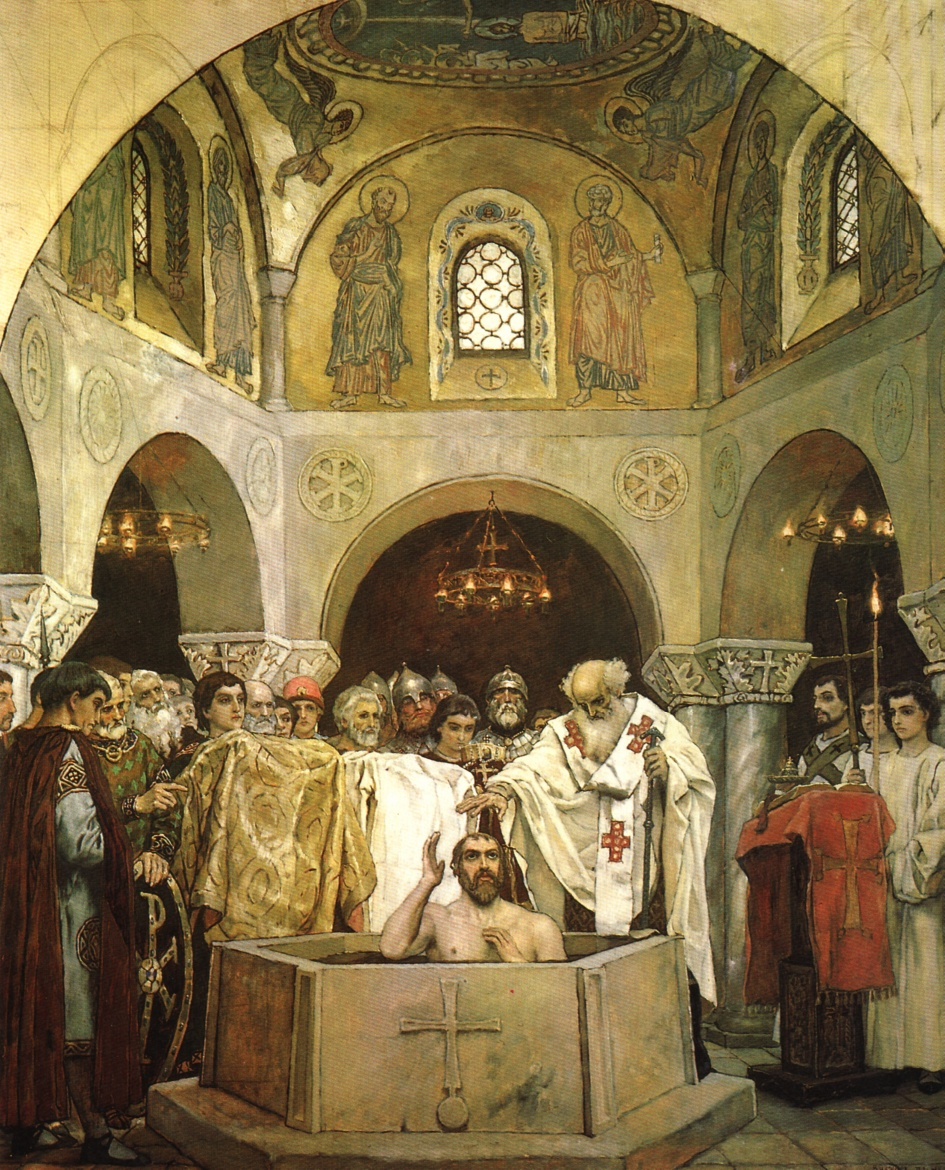
O batismo do grão-príncipe Vladimir em 988 levou à adoção do cristianismo na Rússia de Kyiv

A Rússia de Kyiv foi fundada no território dos poloneses orientais, que viviam entre os rios Ros, Rosava e Dnieper. Ao estudar a linguística das crônicas russas, o historiador russo Boris Rybakov chegou à conclusão de que a união de clãs poloneses da região do meio do Dnieper se chamava pelo nome de um de seus clãs, "Ros", que se juntou à união e era conhecido pelo menos desde o século VI muito além do mundo eslavo.
A origem da Rússia de Kyiv é ferozmente debatida e existem pelo menos três versões dependendo das interpretações das crônicas. Em geral, acredita-se que a Rússia de Kyiv incluía a parte central, ocidental e norte das modernas Ucrânia, Bielorrússia, a faixa oriental da Polônia e a parte ocidental da atual Rússia. De acordo com a Crônica Primária, a elite de Kyiv consistia inicialmente de varangianos da Escandinávia.
Durante os séculos X e XI, tornou-se o maior e mais poderoso Estado da Europa. Ele lançou as bases para a identidade nacional de ucranianos e russos.
Os varangianos mais tarde assimilaram a população eslava e tornaram-se parte da primeira dinastia da Rússia de Kyiv, a dinastia ruríquida.[39] A Rússia de Kyiv era composta por vários principados governados pelos kniazes ruríquidas ("príncipes") inter-relacionados, que frequentemente lutavam entre si pela posse de Kyiv.

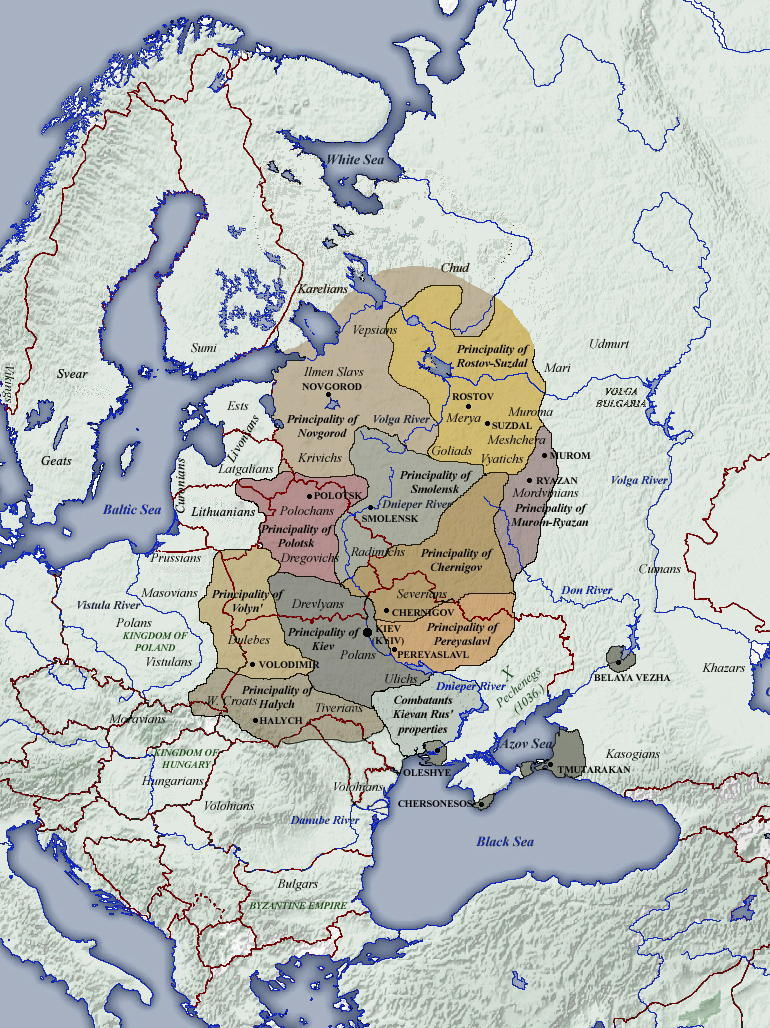
A Rússia de Kyiv em sua maior extensão territorial, 1054-1132

A Idade de Ouro da Rússia de Kyiv começou com o reinado de Vladimir, o Grande (980-1015), que levou o Estado eslavo em direção ao cristianismo bizantino. Durante o reinado de seu filho, Jaroslau, o Sábio (1019–1054), a Rússia de Kyiv atingiu o auge de seu desenvolvimento cultural e poder militar.
No entanto, o Estado logo se fragmentou à medida que a importância relativa das potências regionais aumentou novamente. Após um ressurgimento final sob o governo de Vladimir II de Kyiv (1113–1125) e seu filho Mistislau (1125–1132), a Rússia de Kyiv finalmente se desintegrou em principados separados após a morte de Mistislau.
A invasão mongol do século XIII devastou a Rússia de Kyiv, sendo que a cidade de Kyiv foi totalmente destruída em 1240. No território ucraniano de hoje, os principados da Galícia e da Volínia surgiram e foram fundidos no Reino da Galícia-Volínia.
Daniel da Galícia, filho de Romano, o Grande, reuniu todo o sudoeste da Rússia de Kyiv, incluindo Volínia, Galícia e a antiga capital. Daniel foi coroado pelo arcebispo papal em Dorohychyn em 1253 como o primeiro rei da Rússia de Kyiv. Sob o reinado de Daniel, o Reino da Rutênia foi um dos Estados mais poderosos do leste da Europa central.

### Dominação estrangeira
Em meados do século XIV, com a morte de Yuri II Boleslav, o rei Casimiro III da Polônia iniciou campanhas (1340–1366) para tomar a Galícia-Volínia. Enquanto isso, o coração da Rússia de Kyiv, incluindo a cidade de Kyiv, tornou-se o território do Grão-Ducado da Lituânia, governado pelos gediminas e seus sucessores, após a Batalha do Rio Irpin. Após a União de Krewo de 1386, uma união dinástica entre a Polônia e a Lituânia, muito do que se tornou o norte da Ucrânia foi governado pelos nobres lituanos locais cada vez mais eslavizados como parte do Grão-Ducado da Lituânia. Em 1392, as chamadas Guerras da Galícia-Volínia terminaram. Colonizadores poloneses de terras despovoadas no norte e centro da Ucrânia fundaram ou refundaram muitas cidades. Nas cidades do Mar Negro da atual Ucrânia, a República de Gênova fundou inúmeras colônias, de meados do século XIII ao final do século XV, incluindo as cidades de Bilhorod-Dnistrovsky ("Moncastro") e Kilia ("Licostomo"), as colônias costumavam ser grandes centros comerciais da região e eram chefiadas por um cônsul (representante da República).

Após a invasão mongol da Rússia, grande parte da Ucrânia passou a ser controlada pelo Grão-Ducado da Lituânia e, após a União de Lublin (1569), pela Polônia dentro da Comunidade Polaco-Lituana, ilustrada aqui em 1619

Em 1430, a Podólia foi incorporada sob a Coroa do Reino da Polônia como Voivodia de Podole. Em 1441, no sul da Ucrânia, especialmente na Crimeia e nas estepes circundantes, o príncipe Haci I fundou o Canato da Crimeia.
Em 1569, a União de Lublin estabeleceu a Comunidade Polaco-Lituana e grande parte do território ucraniano foi transferido da Lituânia para a Coroa do Reino da Polônia, tornando-se território polonês de jure. Sob a pressão demográfica, cultural e política de um processo de polonização, que começou no final do século XIV, muitos nobres da Rutênia polonesa (outro nome para a terra de Rus) se converteram ao catolicismo e se tornaram indistinguíveis da nobreza polonesa. Privados de protetores nativos entre a nobreza da Rússia de Kyiv, os plebeus (camponeses e citadinos) começaram a procurar proteção para os emergentes cossacos, que no século XVII se tornaram devotamente ortodoxos. Os cossacos não hesitaram em pegar em armas contra aqueles que consideravam inimigos, incluindo o Estado polonês e seus representantes locais.
Formado a partir do território da Horda Dourada conquistado após a invasão mongol, o Canato da Crimeia foi uma das potências mais fortes da Europa Oriental até o século XVIII; em 1571 capturou e devastou Moscou. As terras fronteiriças sofriam invasões tártaras anuais. Desde o início do século XVI até o final do século XVII, bandos de invasores de escravos tártaros da Crimeia exportaram cerca de dois milhões de escravos da Rússia e da Ucrânia.
De acordo com Orest Subtelny, "de 1450 a 1586, oitenta e seis ataques tártaros foram registrados, e de 1600 a 1647, setenta". Em 1688, os tártaros capturaram um número recorde de 60 mil ucranianos. Os ataques tártaros cobraram um preço alto, desencorajando o assentamento em regiões mais ao sul, onde o solo era melhor e a estação de crescimento era mais longa. O último remanescente do Canato da Crimeia foi finalmente conquistado pelo Império Russo em 1783.
Em meados do século XVII, um proto-Estado cossaco na Zaporójia foi formado por cossacos de Dnieper e por camponeses rutenos que fugiram da servidão polonesa. A Polônia exerceu pouco controle real sobre essa população, mas descobriu que os cossacos eram uma força opositora útil aos turcos otomanos e tártaros da Crimeia, e às vezes os dois eram aliados em campanhas militares. No entanto, a contínua e dura servidão do campesinato pela nobreza polonesa e especialmente a supressão da Igreja Ortodoxa alienou os cossacos.
Os cossacos buscaram representação no Sejm polonês, o reconhecimento das tradições ortodoxas e a expansão gradual dos cossacos registrados. Estes foram rejeitados pela nobreza polonesa, que dominava o Sejm.

### Cossacos (1600 - 1800)

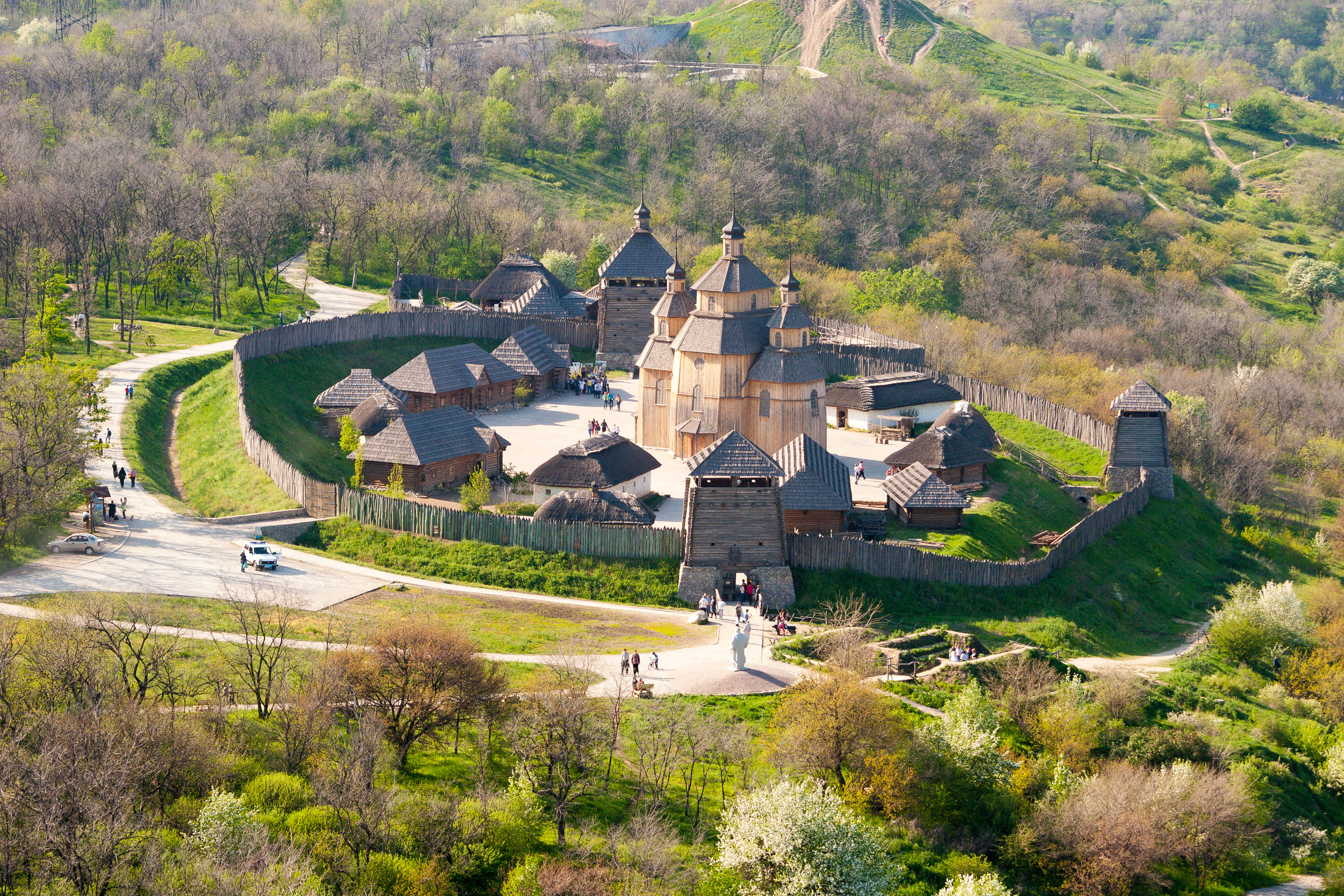
Reconstrução da fortaleza cossaca

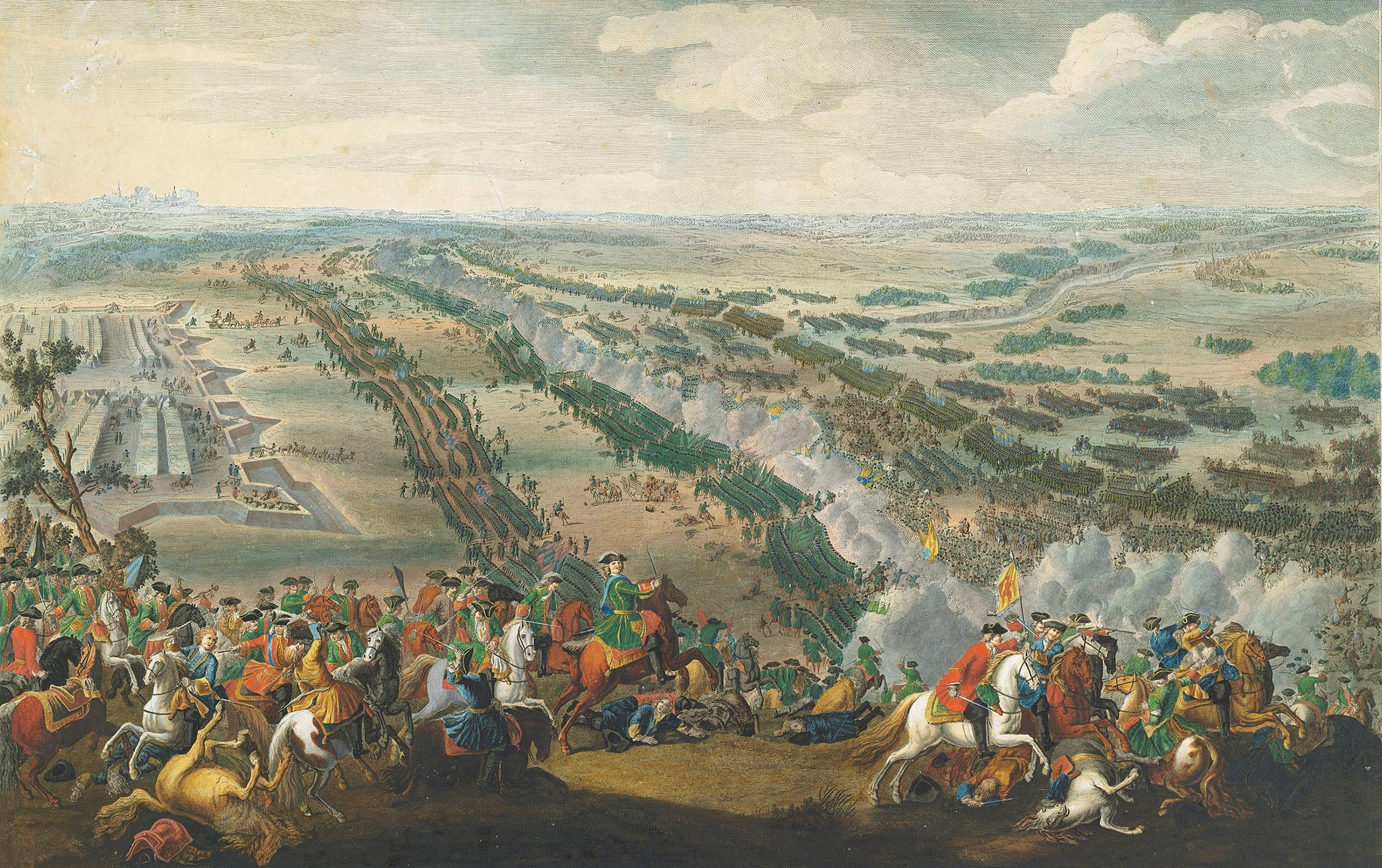
A vitória da Rússia sobre Carlos XII da Suécia e seu aliado Ivan Mazepa na Batalha de Poltava (1709) destruiu a autonomia cossaca

Em meados do século XVII, um quase-Estado cossaco, o Sich' de Zaporíjia, foi criado pelos cossacos do Dniepre e pelos camponeses rutenos que fugiam da servidão polonesa. A Polônia não tinha o controle efetivo daquela área, hoje no centro da Ucrânia, que se tornou então um Estado autônomo militarizado, ocasionalmente aliado à comunidade. Entretanto, a servidão do campesinato pela nobreza polonesa, a ênfase da economia agrária da Comunidade na exploração da mão de obra servil e, talvez a razão mais importante, a supressão da fé ortodoxa terminaram por afastar os cossacos e a Polônia. Assim, os cossacos voltaram-se para a Igreja Ortodoxa Russa, o que levaria finalmente à queda da Comunidade Polaco-Lituana.
A grande rebelião cossaca de 1648 contra a comunidade e contra o rei polonês João II Casimiro levou à partilha da Ucrânia entre a Polônia e a Rússia, após o tratado de Pereyaslav e a guerra entre Rússia e Polônia. Em 1775, os cossacos ucranianos foram liquidados pelo governo russo e a maioria dos ucranianos foi transformada em servos dos nobres russos . Todo o arquivo dos cossacos ucranianos liquidados, que consistia em 30.000 documentos que testemunham a história da Ucrânia nos séculos 16-18, foi armazenado por muito tempo na Fortaleza de Santa Isabel, de onde vieram as tropas que destruíram a Sich.
Com as partilhas da Polônia no final do século XVIII entre a Prússia, a Áustria e a Rússia, o território correspondente à atual Ucrânia foi dividido entre o Império Austríaco e o Império Russo, aquele anexando a Ucrânia Ocidental (com o nome de província da Galícia), este incorporando o restante do território ucraniano. Em que pese o fato de que as promessas de autonomia da Ucrânia conferidas pelo tratado de Pereyaslav nunca se materializaram, os ucranianos tiveram um papel importante no seio do Império Russo, participando das guerras contra as monarquias europeias orientais e o Império Otomano e ascendendo por vezes aos mais altos postos da administração imperial e eclesiástica russa. Posteriormente, o regime czarista passou a executar uma dura política de "russificação", proibindo o uso da língua ucraniana nas publicações e em público.

### Era soviética

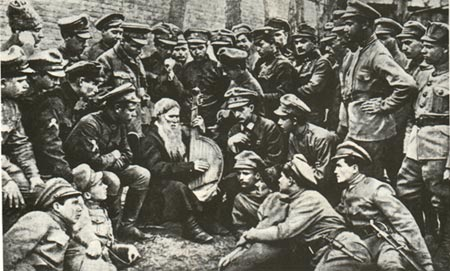
Soldados do Exército Insurgente da Ucrânia em 1917

O colapso do Império Russo e do Império Austro-Húngaro após a Primeira Guerra Mundial, bem como a Revolução Russa de 1917, permitiram o ressurgimento do movimento nacional ucraniano em prol da autodeterminação. Entre 1917 e 1920, diversos estados ucranianos se declararam independentes: o Rada Central, o Hetmanato, o Diretório, a República Popular Ucraniana e a República Popular Ucraniana Ocidental. Contudo, a derrota daquela última na Guerra Polaco-Ucraniana e o fracasso polonês na Ofensiva de Kyiv (1920) da Guerra Polaco-Soviética fizeram com que a Paz de Riga, celebrada entre a Polônia e os bolcheviques em março de 1921, voltasse a dividir a Ucrânia. A porção ocidental foi incorporada à nova Segunda República Polonesa e a parte maior, no centro e no leste, transformou-se na República Socialista Soviética da Ucrânia em março de 1919, posteriormente unida à União das Repúblicas Socialistas Soviéticas, quando esta foi criada, em dezembro de 1922.
O ideal nacional ucraniano sobreviveu durante os primeiros anos sob os soviéticos. A cultura e a língua ucranianas conheceram um florescimento quando da adoção da política soviética de nacionalidades. Seus ganhos foram postos a perder com as mudanças políticas dos anos 1930.

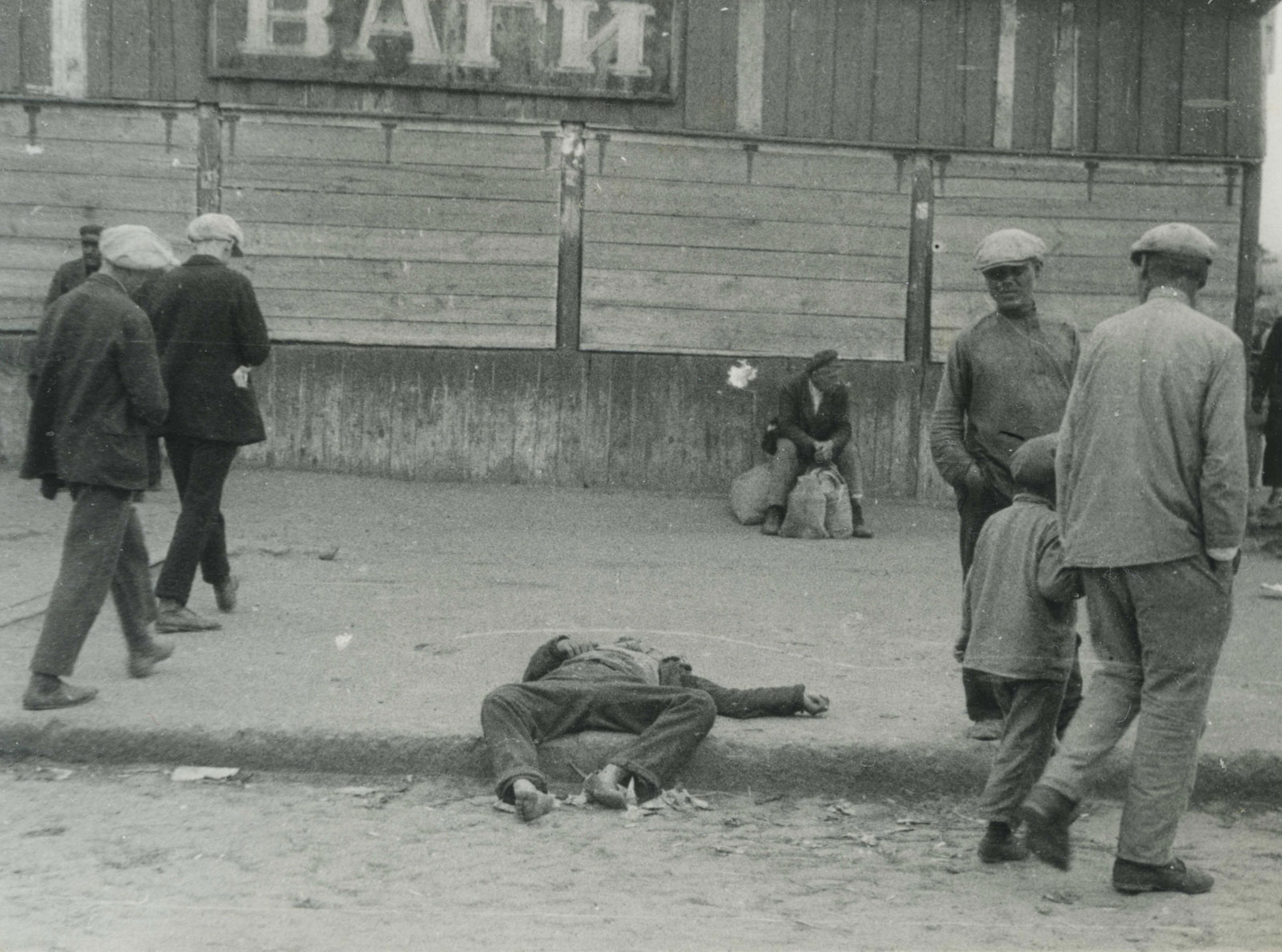
Vítima do Holodomor numa rua da cidade ucraniana de Kharkiv, em 1932

A industrialização soviética teve início na Ucrânia a partir do final dos anos 1920, o que levou a produção industrial do país a quadruplicar nos anos 1930. O processo impôs um custo elevado ao campesinato, demograficamente a espinha dorsal da nação ucraniana. Para atender a necessidade de maiores suprimentos de alimentos e para financiar a industrialização, Josef Stálin e Lazar Kaganovitch estabeleceram um programa de coletivização da agricultura pelo qual o Estado combinava as terras e rebanhos dos camponeses em fazendas coletivas. O processo era garantido pela atuação dos militares e da polícia secreta: os que resistiam eram presos e deportados. Os camponeses viam-se obrigados a lidar com os efeitos devastadores da coletivização sobre a produtividade agrícola e as exigências de quotas de produção ampliadas. Tendo em vista que os integrantes das fazendas coletivas não estavam autorizados a receber grãos até completaram as suas impossíveis quotas de produção, a fome tornou-se generalizada. Este processo histórico, conhecido como Holodomor (ou Genocídio Ucraniano), levou milhões de pessoas a morrerem de fome.
Na mesma época, os soviéticos acusaram a elite política e cultural ucraniana de "desvios nacionalistas", quando as políticas de nacionalidades foram revertidas no início dos anos 1930. Duas ondas de expurgos (1929-1934 e 1936-1938) resultaram na eliminação de quatro-quintos da elite cultural da Ucrânia.

#### Segunda Guerra Mundial

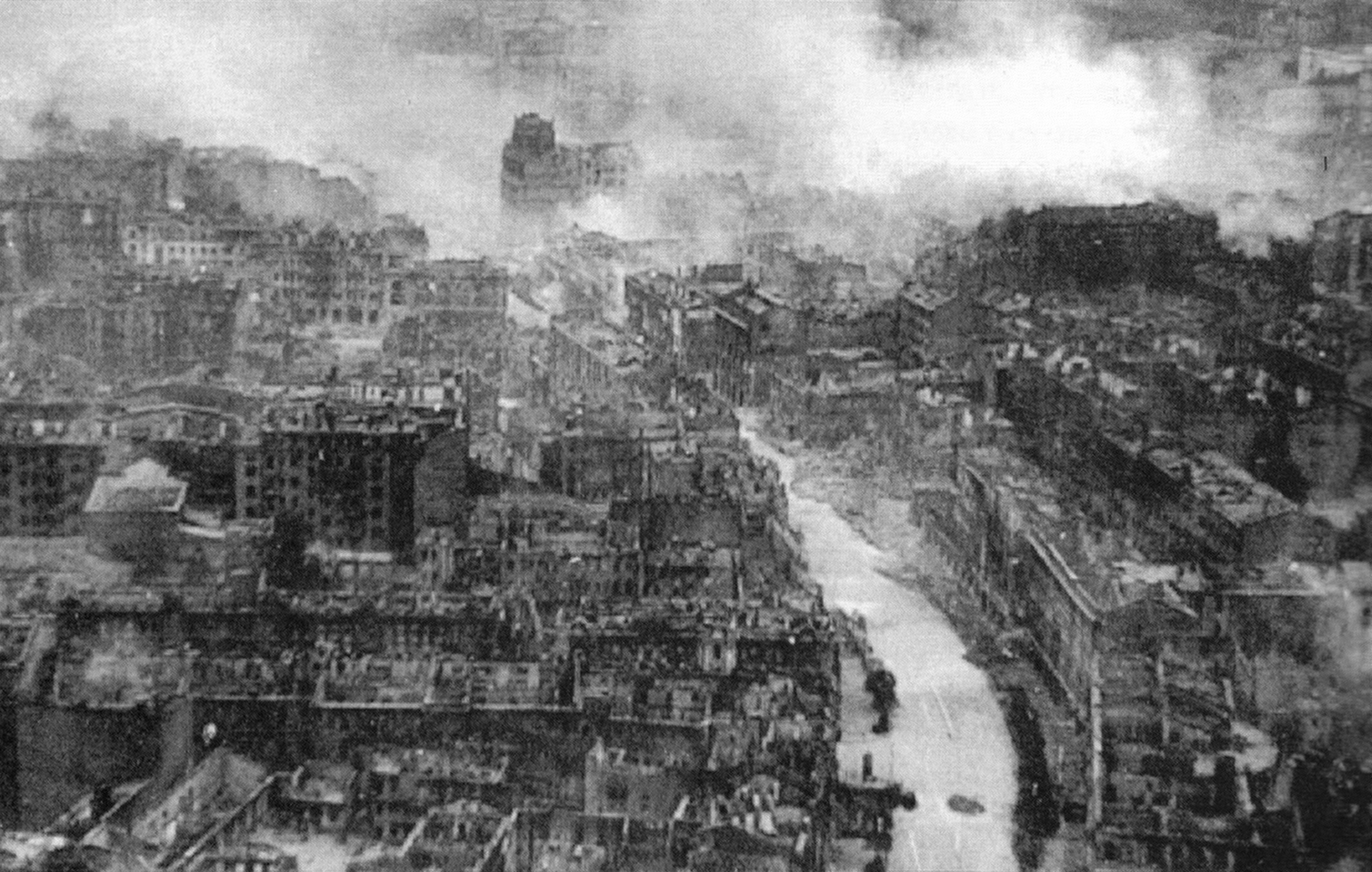
Kyiv em ruínas durante a Segunda Guerra Mundial. A cidade foi ocupada pela Alemanha nazista entre 1941 e 1943

Durante a Segunda Guerra Mundial, alguns membros do movimento nacionalista ucraniano lutaram contra nazistas e soviéticos, indistintamente, enquanto que outros colaboravam com ambos os lados. Em 1941, os invasores alemães e seus aliados do Eixo avançaram contra o Exército Vermelho. No cerco de Kyiv, a cidade foi designada pelos soviéticos como "Cidade Heroica" pela feroz resistência do Exército Vermelho e da população local. Mais de 660 000 soldados soviéticos foram capturados ali.
De início, os alemães foram recebidos como libertadores por muitos ucranianos na Ucrânia Ocidental. Entretanto, o controle alemão sobre os territórios ocupados não se preocupou em explorar o descontentamento ucraniano com as políticas soviéticas; ao revés, manteve as fazendas coletivas, executaram uma política de genocídio contra judeus e de deportação para trabalhar na Alemanha (ver: Holocausto na Ucrânia). Dessa forma, a maioria da população nos territórios ocupados passou a opor-se aos nazistas.
As perdas totais civis durante a guerra e a ocupação alemã na Ucrânia são estimadas entre cinco e oito milhões de pessoas, inclusive mais de meio milhão de judeus. Dos onze milhões de soldados soviéticos mortos em batalha, cerca de um-quarto eram ucranianos étnicos.
Com o término da Segunda Guerra Mundial, as fronteiras da Ucrânia soviética foram ampliadas na direção oeste, unindo a maior parte dos ucranianos sob uma única entidade política. A maioria da população não ucraniana dos territórios anexados foi deportada. Após a guerra, a Ucrânia tornou-se membro das Nações Unidas.

#### Acidente nuclear de Chernobil

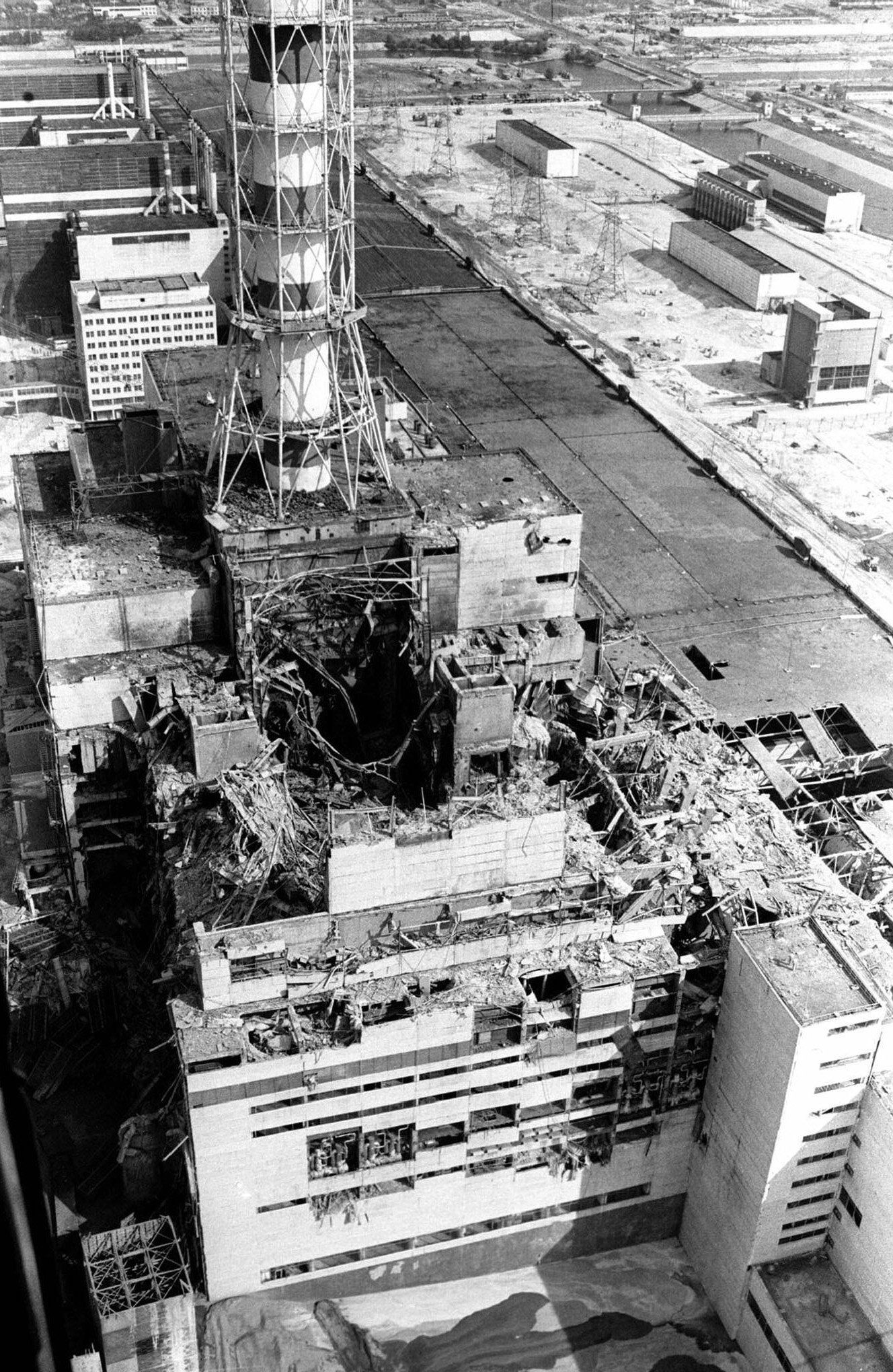
Usina Nuclear de Chernobil após a explosão do reator n.º 4

Entre os dias 25 e 26 de abril de 1986, o reator nuclear nº 4 da Usina Nuclear de Chernobil explodiu após um teste de rotina, perto da cidade de Pripyat, no norte da República Socialista Soviética da Ucrânia, perto da fronteira com a República Socialista Soviética da Bielorrússia, ambas parte da União Soviética. Uma combinação de falhas inerentes no projeto do reator, bem como dos operadores dos reatores que organizaram o núcleo de uma maneira contrária à lista de verificação para o teste, resultou em condições de reação descontroladas. A água superaquecida foi instantaneamente transformada em vapor, causando uma explosão de vapor destrutiva e um subsequente incêndio que jogou grafite ao ar livre e produziu correntes ascendentes consideráveis por cerca de nove dias. O fogo foi finalmente contido em 4 de maio de 1986. As plumas de produtos de fissão lançadas na atmosfera pelo incêndio precipitaram-se sobre partes da União Soviética e da Europa Ocidental. O inventário radioativo estimado que foi liberado durante a fase mais quente do incêndio foi aproximadamente igual em magnitude aos produtos de fissão aerotransportados liberados na explosão inicial.
O número total de vítimas, incluindo os mortos devido ao desastre, continua a ser uma questão controversa e disputada. Durante o acidente, os efeitos da explosão de vapor causaram duas mortes dentro da instalação: uma imediatamente após a explosão e a por uma dose letal de radiação. Nos próximos dias e semanas, 134 militares foram hospitalizados com síndrome aguda da radiação (SAR), dos quais 28 bombeiros e funcionários morreram em meses. Além disso, cerca de quatorze mortes por câncer induzido por radiação entre esse grupo de 134 sobreviventes ocorreram nos dez anos seguintes. Entre a população em geral, um excedente de 15 mortes infantis por câncer de tireoide foi documentado em 2011. A catástrofe de Chernobil é considerada o acidente nuclear mais desastroso da história, tanto em termos de custo quanto de baixas. É um dos dois únicos acidentes de energia nuclear classificados como um evento de nível 7 (a classificação máxima) na Escala Internacional de Acidentes Nucleares, sendo o outro o acidente nuclear de Fukushima I, no Japão, em 2011.

### Independência

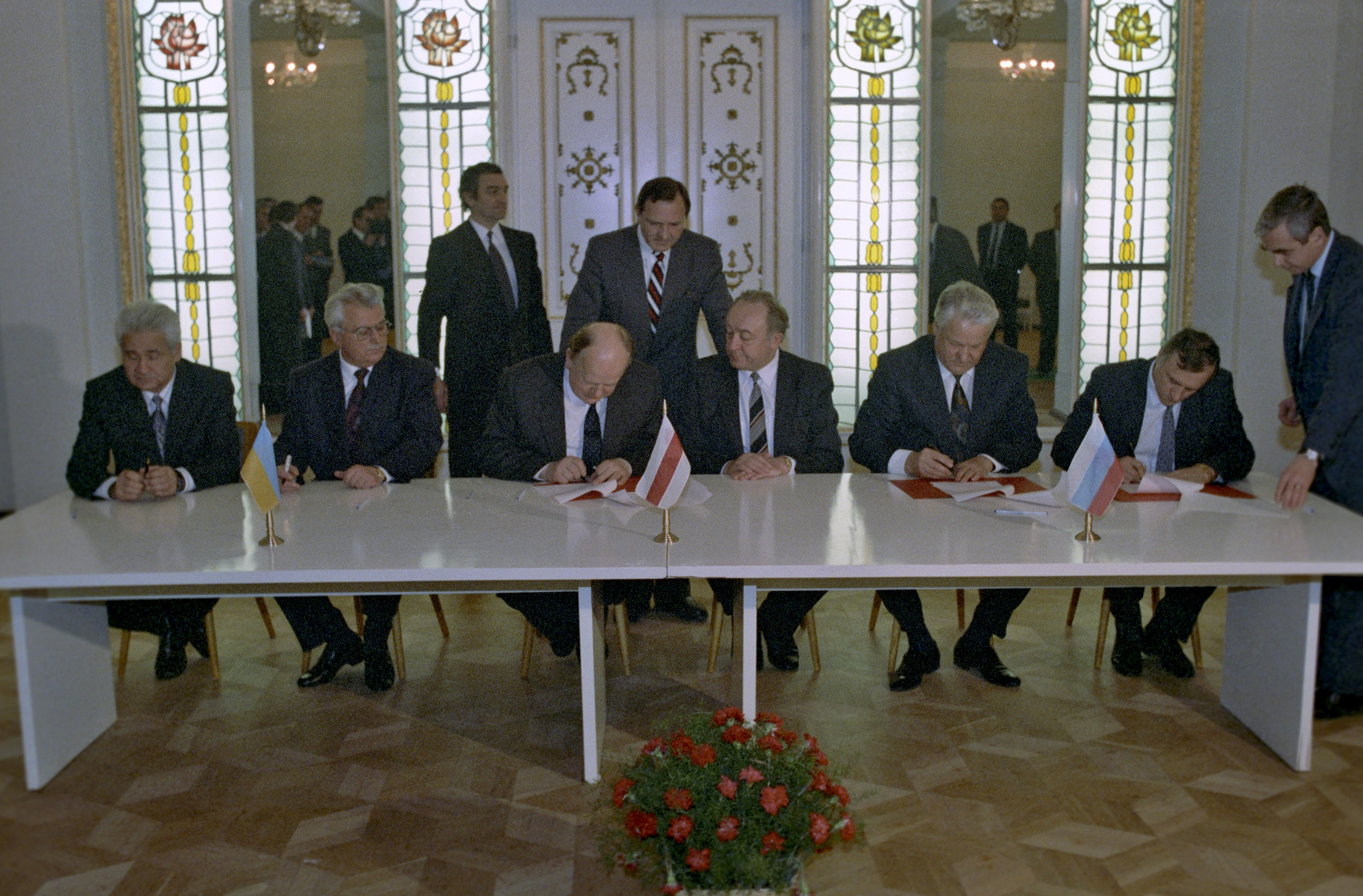
Presidente ucraniano Leonid Kravtchuk e Boris Iéltsin assinando o Pacto de Belaveja, que tornava a Ucrânia independente

O colapso da União Soviética em 1991 permitiu a convocação de um referendo que resultou na proclamação da independência da Ucrânia. Após isso, o país experimentou uma profunda desaceleração econômica, maior do que a de algumas das outras ex-repúblicas soviéticas. Durante a recessão, a Ucrânia perdeu 60% do seu PIB entre 1991 e 1999, além de ter sofrido com taxas de inflação de cinco dígitos. Insatisfeitos com as condições econômicas, bem como as taxas de crime e corrupção, os ucranianos protestaram e organizaram greves.
A economia ucraniana estabilizou-se até o final da década de 1990. A nova moeda, o hryvnia, foi introduzida em 1996. Desde 2000, o país teve um crescimento econômico real constante, com média de expansão do PIB de cerca de 7% ao ano.
A nova constituição ucraniana, que foi adotada durante o governo do presidente Leonid Kuchma em 1996, acabou por tornar a Ucrânia uma república semipresidencial e estabeleceu um sistema político estável. Kuchma foi, no entanto, criticado por adversários por corrupção, fraude eleitoral, desestimulação da liberdade de expressão e muita concentração de poder em seu cargo. Ele também transferiu, por várias vezes, propriedades públicas para as mãos de oligarcas fiéis a ele.

### Revolução Laranja

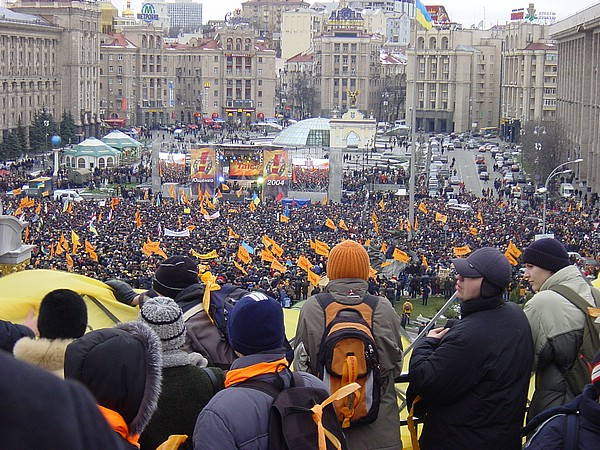
Manifestantes na Praça da Independência (Maidan Nezalejnosti), no primeiro dia da Revolução Laranja

Em 2004, Viktor Yanukovych, então primeiro-ministro, foi declarado vencedor das eleições presidenciais, que tinham sido largamente manipuladas, como o Supremo Tribunal da Ucrânia constatou mais tarde. Os resultados causaram um clamor público em apoio ao candidato da oposição, Viktor Yushchenko, que desafiou o resultado oficial do pleito. Isto resultou na pacífica Revolução Laranja, a qual foi reprimida violentamente, mas que trouxe Viktor Yushchenko e Yulia Tymoshenko ao poder, enquanto lançou Viktor Yanukovych à oposição.
Yanukovych retornou a uma posição de poder em 2006, quando se tornou primeiro-ministro da Aliança de Unidade Nacional, até que eleições antecipadas em setembro de 2007 tornaram Tymoshenko primeira-ministra novamente.
Disputas com a Rússia sobre dívidas de gás natural interromperam brevemente todos os fornecimentos de gás à Ucrânia em 2006 e novamente em 2009, levando à escassez do produto em vários outros países europeus. Viktor Yanukovych foi novamente eleito presidente em 2010, com 48% dos votos.

### Euromaidan

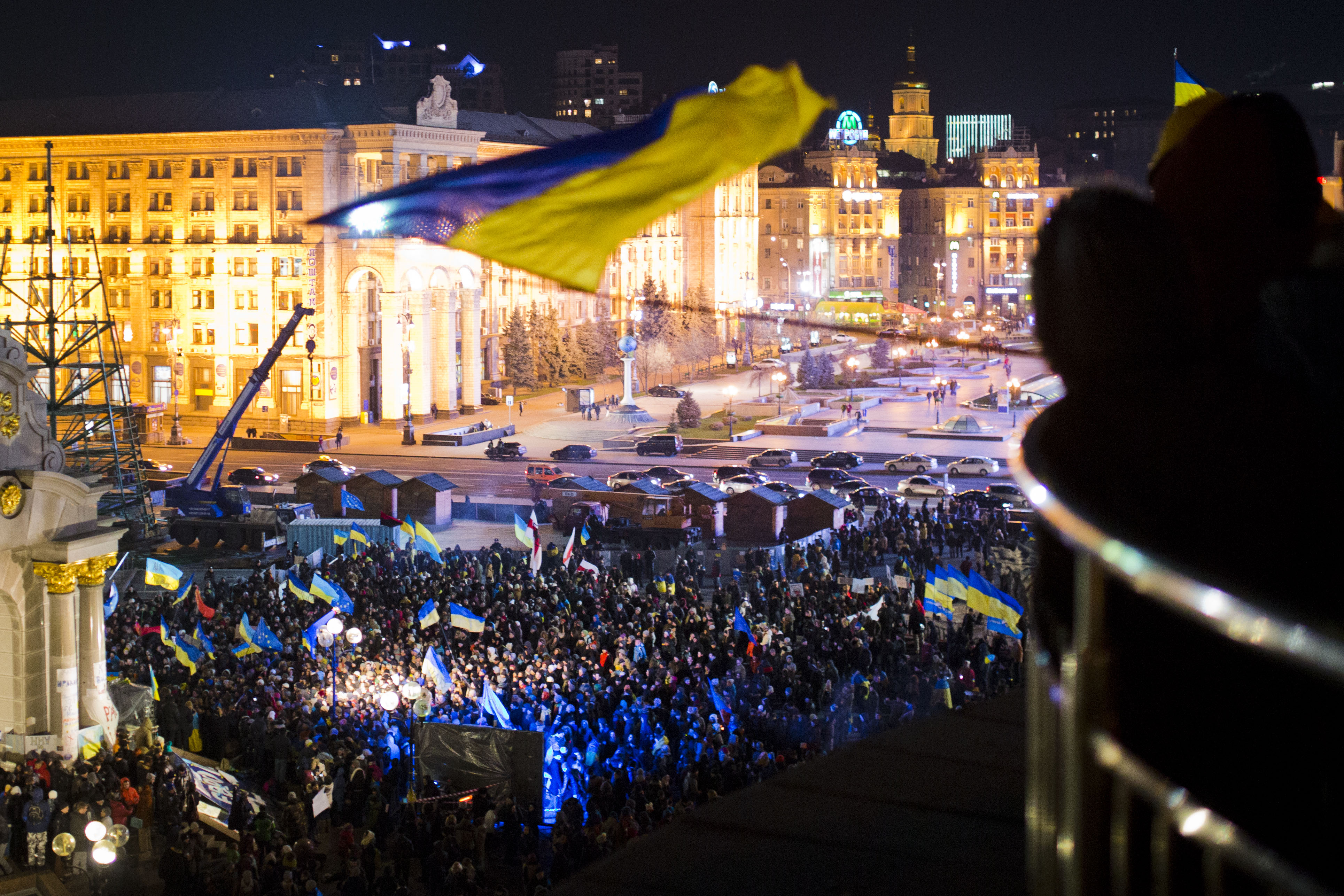
Manifestantes do Euromaidan em Kyiv em 18 de fevereiro de 2014

O protestos do Euromaidan começaram em novembro de 2013, quando os cidadãos ucranianos exigiram uma maior integração do país com a União Europeia (UE). As manifestações foram provocadas pela recusa do governo ucraniano em assinar um acordo de associação com a UE, que Yanukovych descreveu como sendo desvantajoso para a Ucrânia. Com o tempo, o movimento Euromaidan promoveu uma onda de grandes manifestações e agitação civil por todo o país, o contexto que evoluiu para incluir clamores pela renúncia do presidente Yanukovich e de seu governo.
A violência intensificou-se depois de 16 de janeiro de 2014, quando o governo aceitou as leis Bondarenko-Oliynyk, também conhecidas como leis antiprotestos. Os manifestantes antigoverno então ocuparam edifícios do centro de Kyiv, incluindo o prédio do Ministério da Justiça, e tumultos deixaram 98 mortos e milhares de feridos entre os dias 18 e 20 fevereiro. Em 22 de fevereiro de 2014, o Parlamento da Ucrânia destituiu Yanukovych por considerar o presidente incapaz de cumprir seus deveres e definiu uma eleição para 25 de maio para selecionar o seu substituto.
Os resultados da eleição de 25 de maio de 2014 foram considerados pelo The New York Times como "uma vitória decisiva na eleição presidencial ucraniana" para Petro Poroshenko. Esse venceu com uma plataforma pró-União Europeia, ganhando com mais de 50% dos votos e, portanto, sem a necessidade de um segundo turno com Iúlia Timochenko, que durante a eleição só foi capaz de reunir menos de um terço de seu número de votos. Poroshenko anunciou que suas prioridades imediatas seriam tomar medidas no conflito no leste da Ucrânia e reatar os laços diplomáticos com a Rússia.

### Guerra no leste

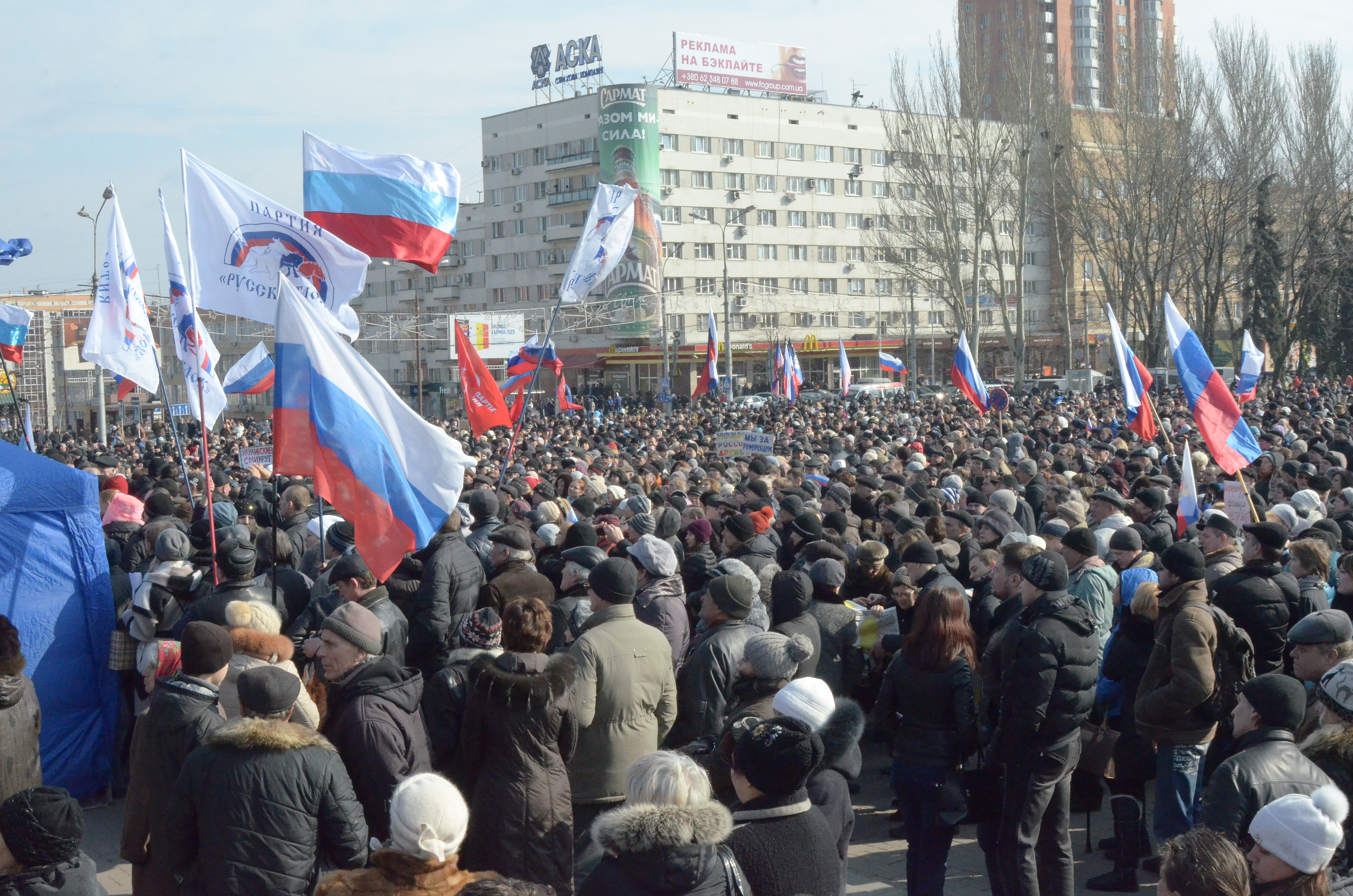
Protesto pró-Rússia na cidade de Donetsk em 9 de março de 2014

Após o colapso do governo de Yanukovych e a revolução resultante, em fevereiro de 2014 uma crise de secessão começou na península da Crimeia, território ucraniano que tem um número significativo de russófonos. Em 1 de março de 2014 o presidente ucraniano exilado, Viktor Yanukovich, pediu que a Rússia usasse forças militares "para estabelecer a legitimidade, a paz, a lei e a ordem para defender o povo da Ucrânia". No mesmo dia, Putin pediu e recebeu autorização da parlamento russo para implantar tropas militares na Ucrânia e acabou por assumir o controle da Crimeia no dia seguinte. Além disso, a OTAN foi considerada pela maioria dos russos como uma invasora de suas fronteiras nacionais. Isso pesou muito na decisão de Moscou de tomar medidas para proteger seu porto localizado no Mar Negro, na Crimeia.
Em 6 de março de 2014 o parlamento da Crimeia aprovou a decisão de "entrar para a Federação Russa, com os direitos de uma entidade da Federação Russa" e mais tarde realizou um referendo popular perguntando à população local se queriam juntar-se ao território russo como uma unidade federal ou se queriam restaurar a constituição de 1992 da Crimeia e seu status como parte da Ucrânia.

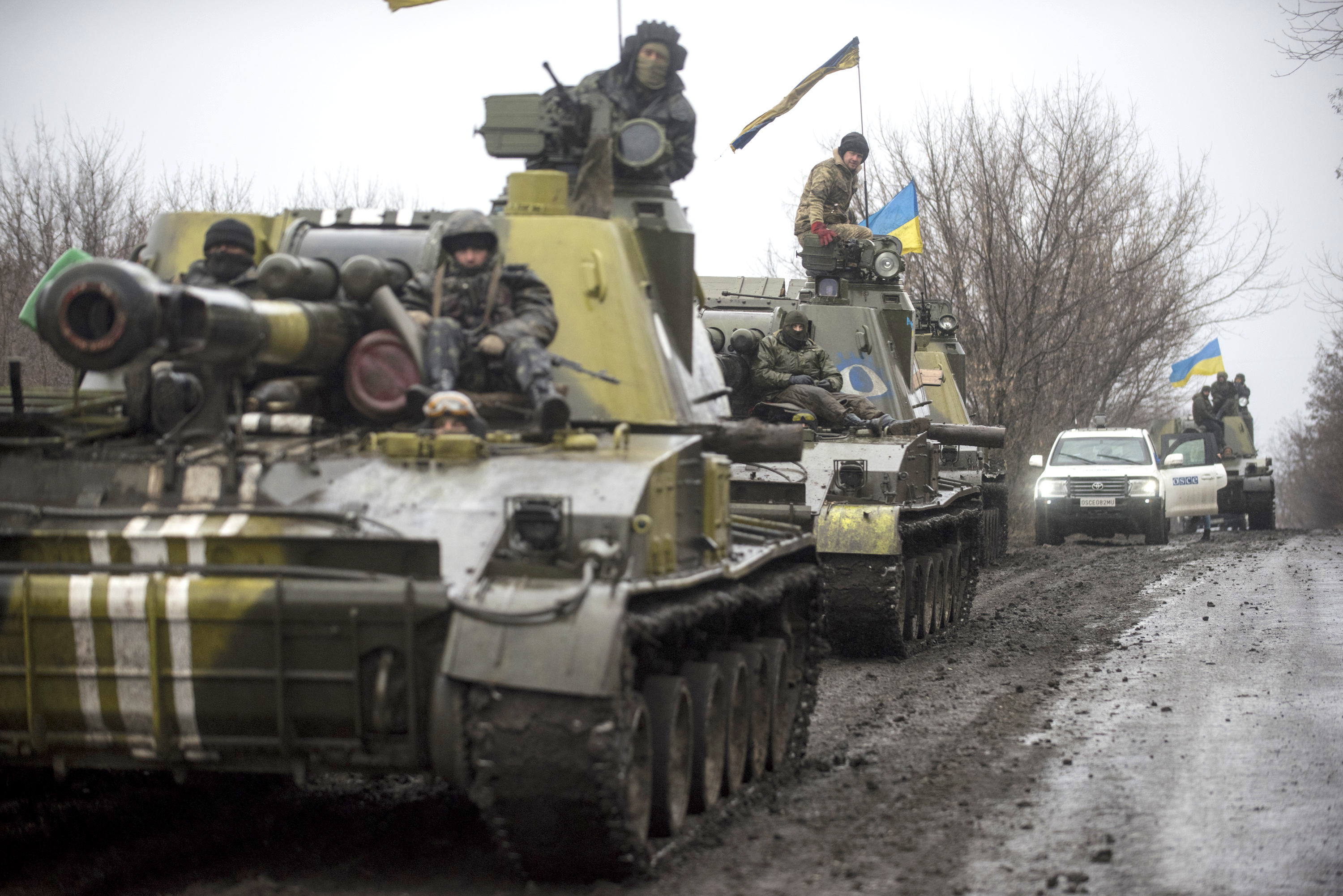
Soldados ucranianos na região leste do país

Embora tenha sido aprovada por uma esmagadora maioria, a votação não foi monitorada por terceiros e os resultados são contestados por vários países. Crimeia e Sevastopol declararam formalmente a sua independência política sob o nome de República da Crimeia e pediram que eles fossem admitidos como membros constituintes da Federação Russa. Em 18 de março de 2014, a Rússia e a Crimeia assinaram um tratado de adesão da República da Crimeia e de Sevastopol à Federação Russa, apesar da Assembleia Geral das Nações Unidas ter votado a favor de uma declaração não vinculativa para se opor a anexação russa da península.
Uma agitação popular também começou nas regiões leste e sul do país. Em várias cidades dessas regiões, como Donetsk e Lugansk, homens armados que declararam-se como uma milícia local, ocuparam prédios do governo e delegacias policiais. Conversas em Genebra, na Suíça, entre União Europeia, Rússia, Ucrânia e Estados Unidos produziram uma declaração diplomática conjunta referida como Pacto de Genebra de 2014, em que as partes solicitaram que todas as milícias ilegais depusessem suas armas e desocupassem os prédios públicos tomados, além de estabelecer um diálogo político que poderia levar a uma maior autonomia para as regiões ucranianas.

### Invasão russa em 2022

Guerra Russo-Ucraniana:
Controle ucraniano
Ocupação russa

Na primavera de 2021, a Rússia começou a concentrar tropas ao longo de sua fronteira com a Ucrânia. Em 22 de fevereiro de 2022, Vladimir Putin ordenou que as forças militares russas entrassem nas repúblicas ucranianas separatistas de Donetsk e Luhansk, chamando o ato de "missão de paz". Putin também reconheceu oficialmente Donetsk e Luhansk como Estados soberanos, totalmente independentes do governo ucraniano.
Nas primeiras horas de 24 de fevereiro de 2022, o presidente russo Vladimir Putin anunciou uma "operação militar especial" para "desmilitarizar" a Ucrânia e lançou uma invasão em larga escala ao país. No final do dia, o governo ucraniano anunciou que a Rússia havia assumido o controle de Chernobyl.

## Geografia

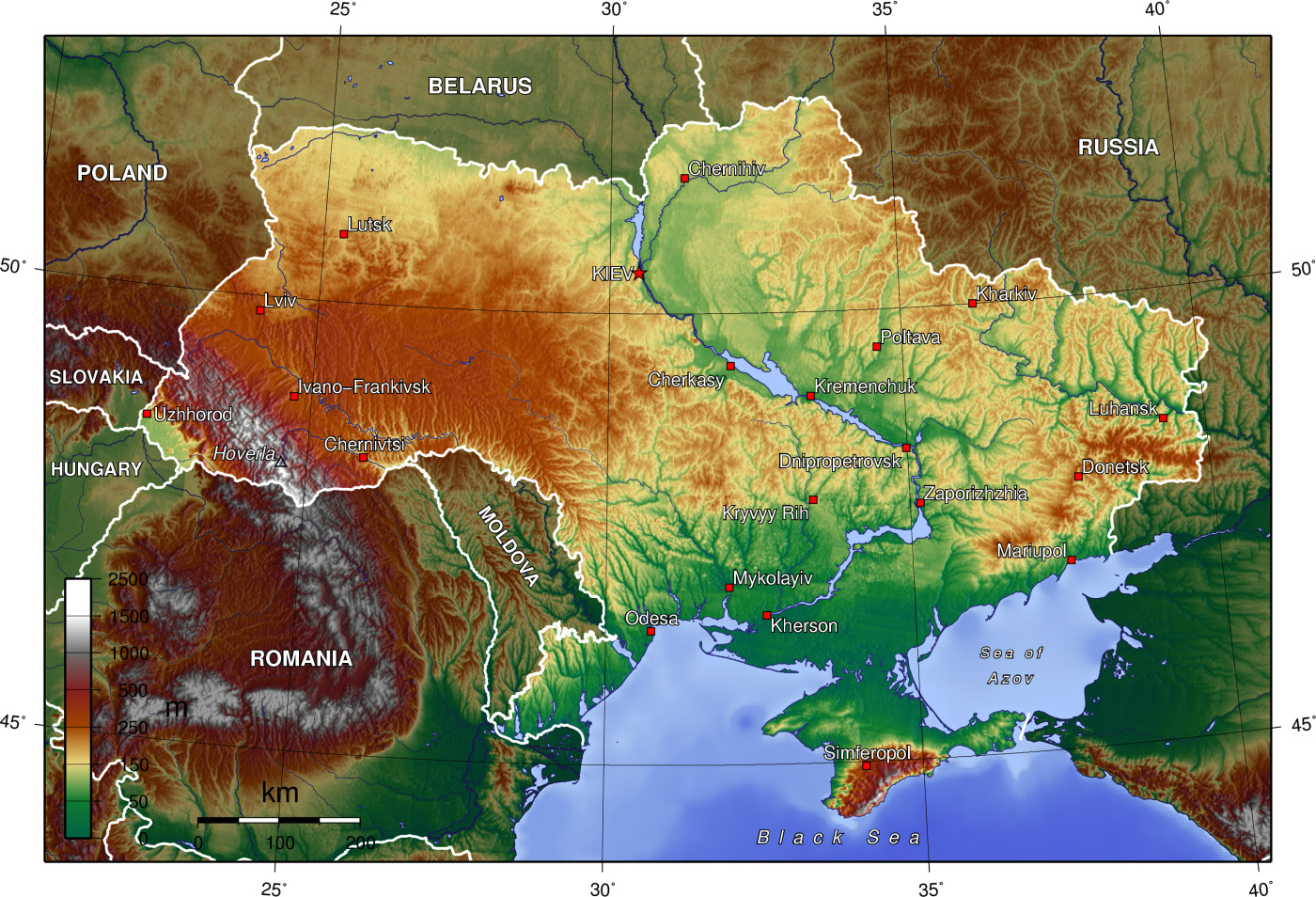
Mapa topográfico da Ucrânia

Ucrânia pela classificação climática de Köppen-Geiger

Com uma área de 603 700 km², a Ucrânia é o 44.° país do mundo em território, um pouco maior que o estado brasileiro de Minas Gerais ou que a soma das áreas da Espanha e de Portugal. É o segundo maior país da Europa, atrás da Rússia Europeia e à frente da França metropolitana. A paisagem da Ucrânia consiste principalmente de planícies férteis (ou estepes) e planaltos, atravessados por rios como o Dniepre (Dnipro), Donets, Dniestre e o Bug Meridional, à medida que fluem para o sul no Mar Negro e no Mar de Azov. A sudoeste, o delta do Danúbio forma a fronteira com a Romênia. As várias regiões da Ucrânia têm diversas características geográficas que vão desde as terras altas até as terras baixas. As únicas montanhas do país são as montanhas dos Cárpatos no oeste, das quais a mais alta é a Hora Hoverla com 2.061 metros, e os Montes da Crimeia na Crimeia, no extremo sul ao longo da costa.
Recursos naturais significativos na Ucrânia incluem minério de ferro, carvão, manganês, gás natural, petróleo, sal, enxofre, grafite, titânio, magnésio, caulim, níquel, mercúrio, madeira e uma grande abundância de terras aráveis. Apesar disso, o país enfrenta uma série de importantes questões ambientais, tais como suprimentos inadequados de água potável, poluição do ar e da água e desmatamento, bem como a contaminação por radiação no nordeste do país, por conta do acidente nuclear de Chernobil, em 1986. A reciclagem de lixo doméstico tóxico ainda está em processos iniciais na Ucrânia.
A Ucrânia tem um clima predominantemente continental, com exceção da costa sul da Crimeia, que tem um clima subtropical. O clima é influenciado pelo ar moderadamente quente e úmido proveniente do Oceano Atlântico As temperaturas médias anuais variam de 5,5–7 °C no norte, a 11–13 °C no sul. A precipitação é desproporcionalmente distribuída, sendo mais alta no oeste e norte e mais baixa no leste e sudeste A Ucrânia Ocidental, particularmente nas montanhas dos Cárpatos, recebe cerca de 1 200 milímetros de precipitação anualmente, enquanto a Crimeia e as áreas costeiras do Mar Negro recebem cerca de 400 milímetros.

## Demografia

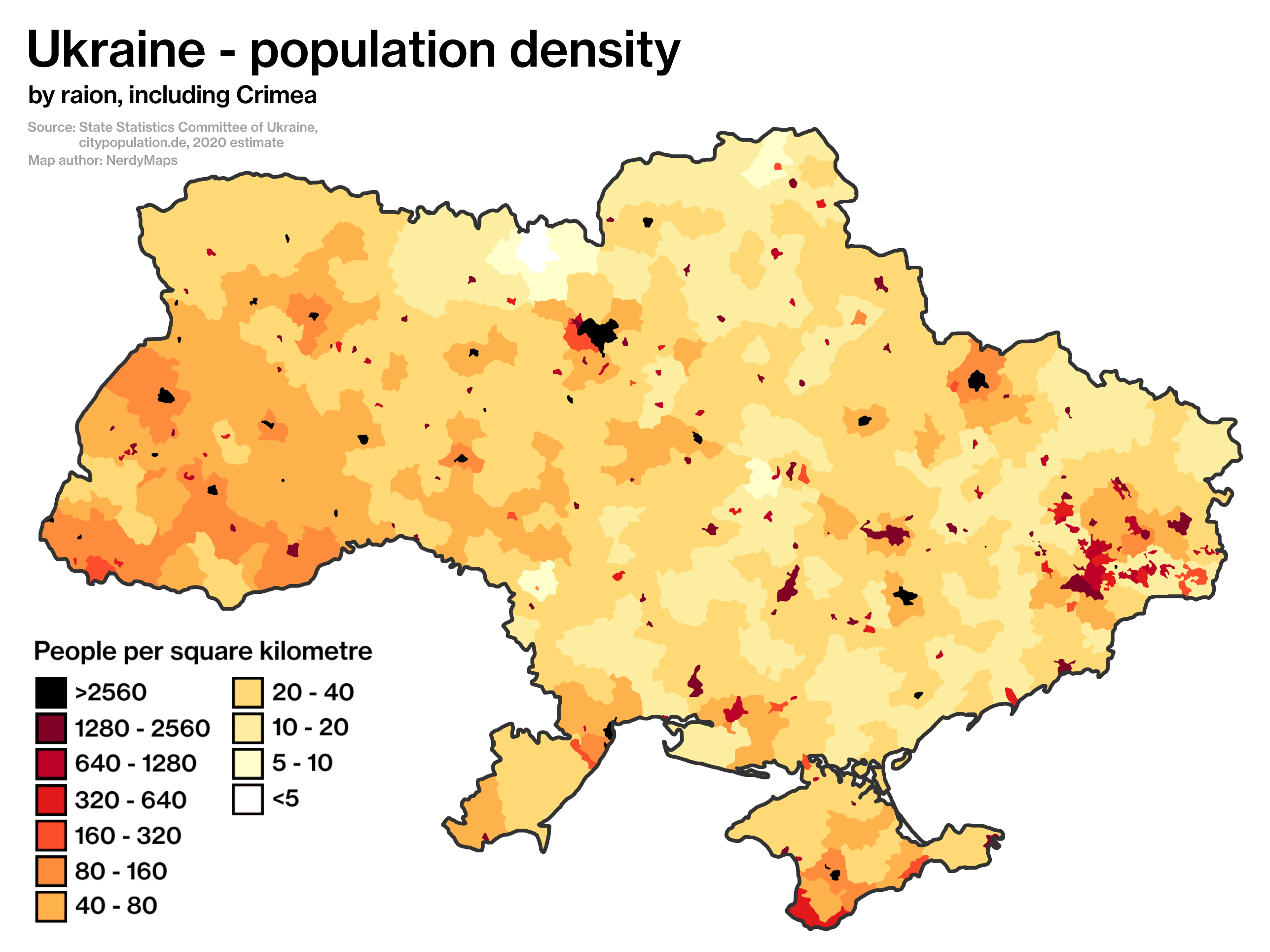
Mapa da densidade populacional da Ucrânia

Em janeiro de 2022, a Ucrânia tem uma população estimada de 41,2 milhões e é o oitavo país mais populoso da Europa. É um país fortemente urbanizado e suas regiões industriais no leste e sudeste são as mais densamente povoadas — cerca de 67% de sua população total vive em áreas urbanas. Em 2021 a Ucrânia tinha uma densidade populacional de 68,9 habitantes por quilômetro quadrado e a expectativa de vida geral no país ao nascer é de 73 anos (68 anos para homens e 77,8 anos para mulheres).
Após a dissolução da União Soviética, a população da Ucrânia atingiu um pico de aproximadamente 52 milhões em 1993. No entanto, devido à sua taxa de mortalidade ser superior à sua taxa de natalidade, emigração em massa, más condições de vida e cuidados de saúde de baixa qualidade, a população total diminuiu 6,6 milhões, ou 12,8% desde o mesmo ano até 2014.
De acordo com o censo de 2001, os ucranianos étnicos representam cerca de 78% da população, enquanto os russos são a maior minoria, com cerca de 17,3% da população. Pequenas populações minoritárias incluem: bielorrussos (0,6%), moldavos (0,5%), tártaros da Crimeia (0,5%), búlgaros (0,4%), húngaros (0,3%), romenos (0,3%), poloneses (0,3%), judeus (0,3%), armênios (0,2%), gregos (0,2%) e tártaros (0,2%). Estima-se também que existam cerca de 10 a 40 mil coreanos na Ucrânia, que vivem principalmente no sul do país, pertencentes ao grupo histórico Koryo-saram.

### Idiomas

A porcentagem de falantes nativos de língua russa por subdivisão de acordo com o censo de 2001 (por oblast)

De acordo com a Constituição, a língua oficial da Ucrânia é o ucraniano. O russo, que era a língua de facto oficial da União Soviética, é amplamente falado, especialmente no Oriente e no Sul. De acordo com o recenseamento de 2001, 67,5% da população declarou o ucraniano como língua nativa e 29,6% declararam o russo. A maioria dos ucranianos nativos usa o russo como segunda língua.
O ucraniano é falado principalmente na parte ocidental e central do país. No oeste da Ucrânia, o ucraniano também é a língua dominante nas cidades, como é o caso de Lviv, ao lado da fronteira polonesa. No centro da Ucrânia, o ucraniano e o russo são igualmente utilizados pela população urbana, como também na capital, Kyiv. O ucraniano é a língua predominante nas comunidades rurais, enquanto o russo prevalece no sul do país e na Crimeia.
Durante grande parte da era soviética, o número de falantes do idioma ucraniano diminuiu de geração em geração e, em meados da década de 1980, o uso da língua ucraniana na vida pública tinha diminuído significativamente. Após a independência, o governo da Ucrânia começou uma política de "ucranização" para aumentar o uso do ucraniano, enquanto diminuía o uso do idioma russo, sendo este proibido ou censurado nos meios de comunicação e em filmes nacionais. Isso significava que os programas em russo precisavam de dublagem do ucraniano ou de legendas, excluindo as filmagens feitas na era soviética.
De acordo com a Constituição da República Autônoma da Crimeia, o ucraniano é a única língua oficial. No entanto, a Constituição da República reconhece especificamente o russo como a língua falada pela maioria da população e garante o seu uso "em todas as esferas da vida pública". Ela também garante que o idioma tártato da Crimeia (falado por 11,4% da população da Crimeia) tenha especial proteção do Estado, assim como as "línguas de outros grupos étnicos", sem especificação desta última. Os falantes de russo constituem a esmagadora maioria da população da Crimeia (77%), enquanto falantes do ucraniano compreendem apenas 10,1% e falantes do tártaro da Crimeia 11,4%.

### Religião

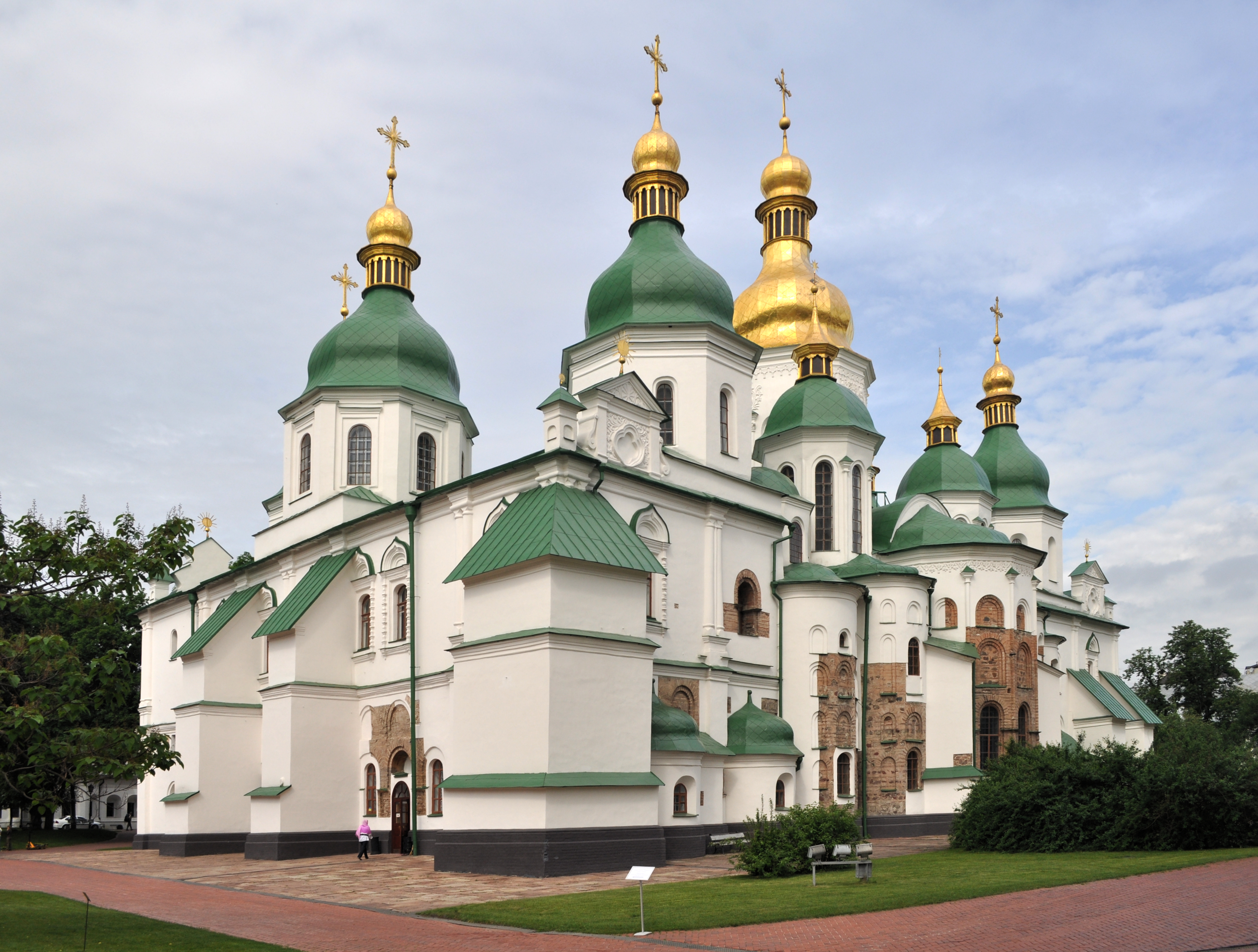
A Catedral de Santa Sofia de Kyiv, um Património Mundial pela UNESCO

A Ucrânia tem a segunda maior população ortodoxa oriental do mundo, depois da Rússia. Uma pesquisa de 2021 realizada pelo Instituto Internacional de Sociologia de Kyiv (KIIS) descobriu que 82% dos ucranianos se declararam religiosos, enquanto 7% eram ateus e outros 11% acharam difícil responder à pergunta. O nível de religiosidade na Ucrânia foi relatado como sendo o mais alto na Ucrânia Ocidental (91%) e o mais baixo no Donbas (57%) e na Ucrânia Oriental (56%).
Em 2021, 82% dos ucranianos eram cristãos; dos quais 72,7% se declararam ortodoxos, 8,8% católicos de rito grego, 2,3% protestantes e 0,9% católicos de rito latino, 2,3% outros cristãos. O judaísmo, o islã e hinduísmo eram as religiões de 0,2% da população cada. De acordo com o estudo KIIS, cerca de 58,3% da população ortodoxa ucraniana eram membros da Igreja Ortodoxa da Ucrânia e 25,4% eram membros da Igreja Ortodoxa Ucraniana do Patriarcado de Moscou.
De acordo com uma pesquisa de 2018 do Centro Razumkov, 9,4% dos ucranianos eram católicos de rito bizantino e 0,8% eram católicos de rito latino. Os protestantes são uma comunidade crescente na Ucrânia, que representava 1,9% da população em 2016, mas subiu para 2,2% da população em 2018.

### Urbanização
As regiões industriais a leste e sudeste são as mais densamente habitadas. Cerca de 67,2% da população vive em área urbana. As principais cidades do país (por população) são Kyiv, Carcóvia, Dnipro, Odessa, Donetsk, Zaporíjia e Lviv.

## Governo

### Política

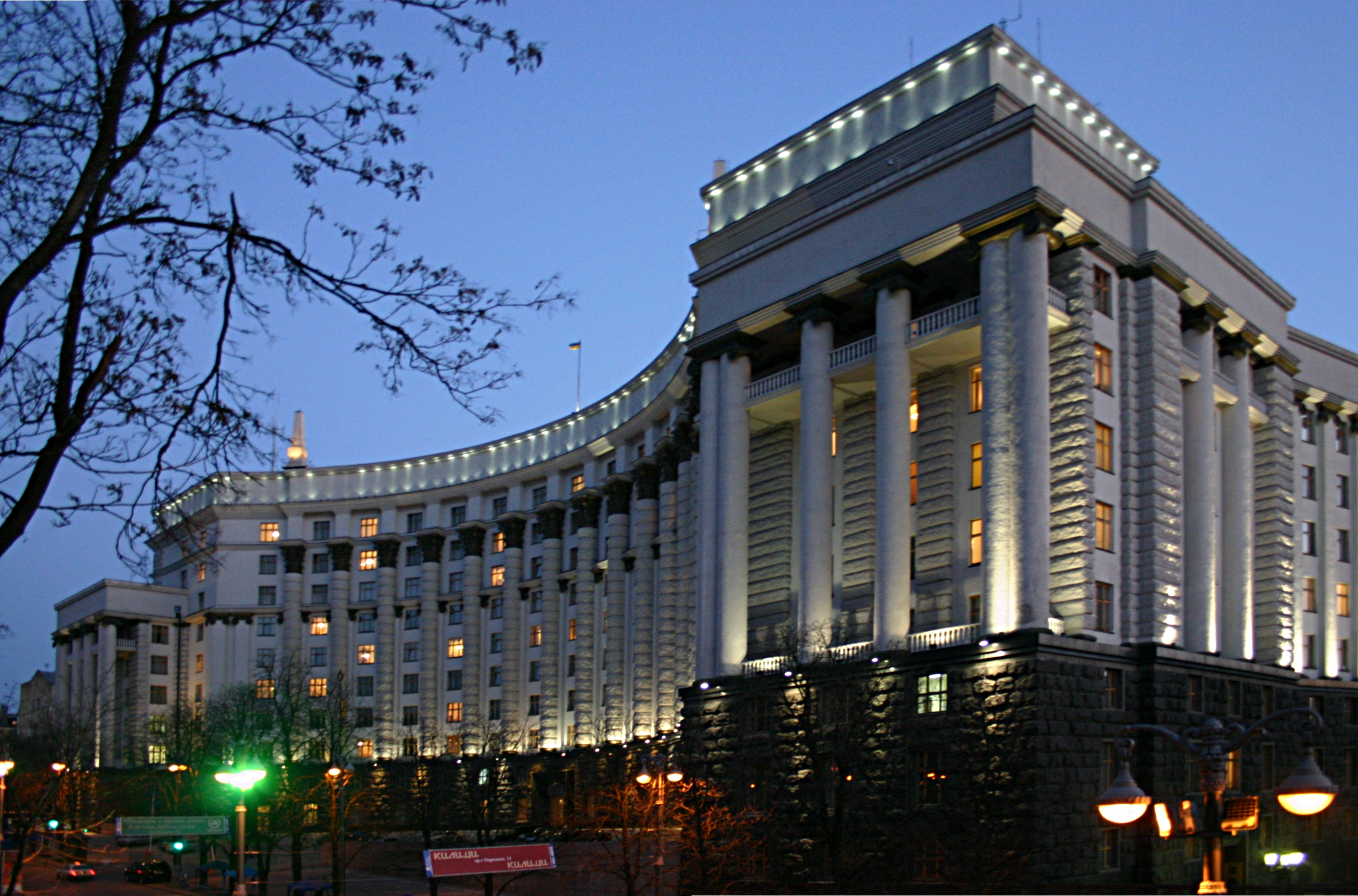
Prédio do Governo em Kyiv

A Ucrânia é uma república com um sistema de governo semipresidencial e poderes legislativo, executivo e judiciário separados. O presidente da república é eleito pelo voto direto e detém as funções de chefe de Estado. O primeiro-ministro é designado e demitido pelo parlamento, chamado Verkhovna Rada, com 450 assentos. O parlamento também designa o gabinete. O presidente indica os chefes dos governos regionais e distritais, com a anuência do primeiro-ministro.
As leis, decisões do parlamento e do gabinete, decretos presidenciais e decisões do parlamento da República Autônoma da Crimeia podem ser anuladas pelo Tribunal Constitucional da Ucrânia em caso de violação da constituição do país. Outros atos normativos estão sujeitos a apreciação judicial. O Supremo Tribunal da Ucrânia é o principal órgão judicial da Justiça comum.
O auto-governo local é oficialmente garantido; as câmaras de vereadores e os prefeitos municipais são eleitos pelo voto direto e controlam o orçamento local. Há um grande número de partidos políticos organizados na Ucrânia, muitos dos quais possuem pequeno número de membros e são desconhecidos do público. As agremiações pequenas usualmente se unem em coalizões para participar das eleições parlamentares.

### Relações internacionais

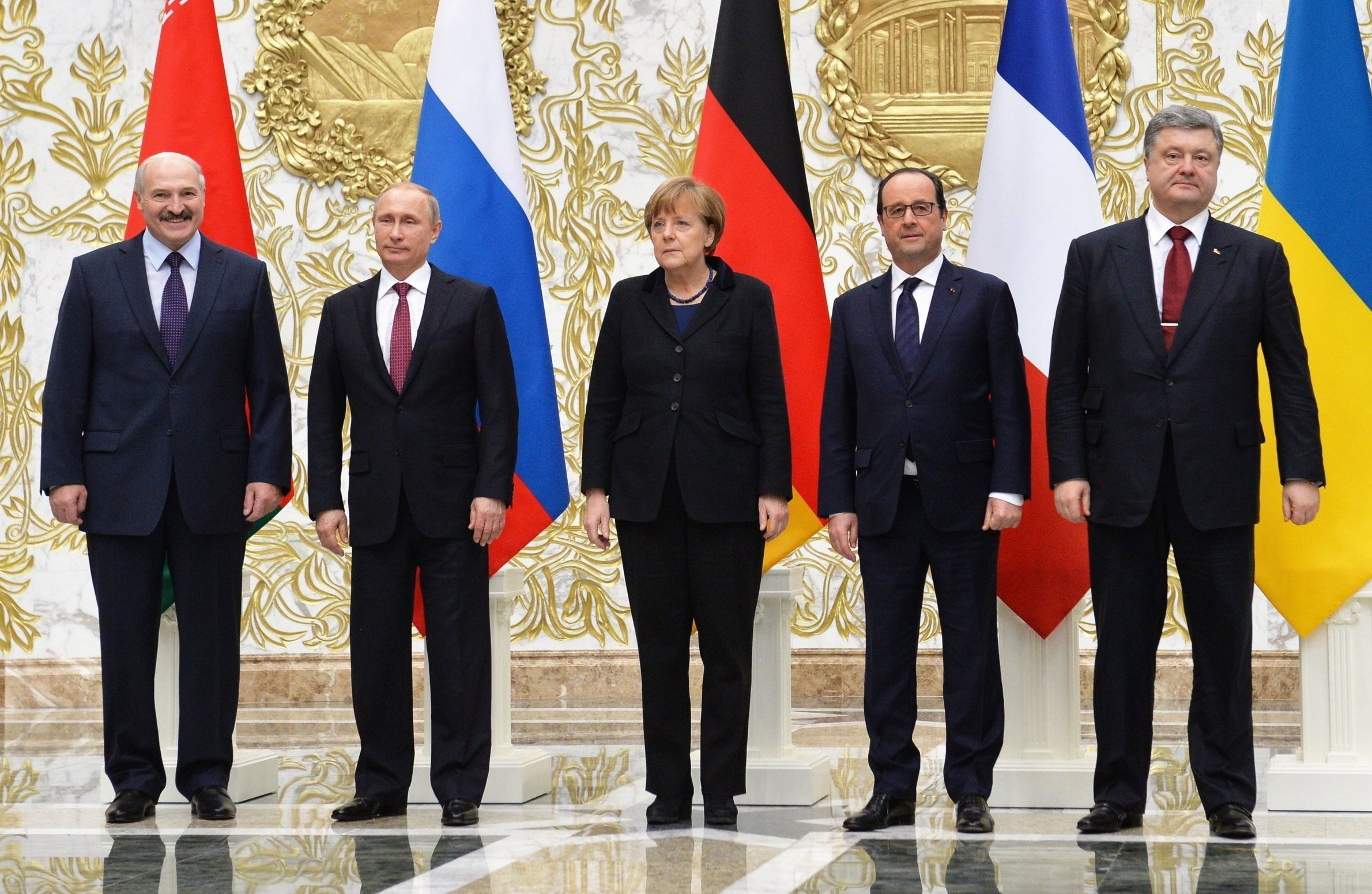
Líderes da Bielorrússia, Rússia, Alemanha, França e Ucrânia na cúpula de, 2015

A Ucrânia considera a integração euro-atlântica seu principal objetivo de política externa, mas na prática sempre equilibrou seu relacionamento com a União Européia e os Estados Unidos mantendo fortes laços com a Rússia. O Acordo de Parceria e Cooperação (APC) da União Europeia (UE) com a Ucrânia entrou em vigor em 1 de Março de 1998. A UE incentivou a Ucrânia a implementar o APC plenamente antes do início das discussões sobre um acordo de associação, emitido na Cúpula da UE em dezembro de 1999 em Helsinque, reconhece as aspirações de longo prazo da Ucrânia, mas não discute a associação.
Em 31 de janeiro de 1992, a Ucrânia aderiu à então Conferência sobre Segurança e Cooperação na Europa (agora Organização para a Segurança e Cooperação na Europa - OSCE) e em 10 de março de 1992, tornou-se membro do Conselho de Cooperação do Atlântico Norte. As relações entre a Ucrânia e a OTAN são estreitas e o país declarou interesse em uma eventual adesão. Isso foi retirado da agenda de política externa do governo na eleição de Viktor Yanukovych para a presidência, em 2010. Mas após a expulsão de Yanukovych em fevereiro de 2014 e a (negada pela Rússia) após a intervenção militar russa, a Ucrânia renovou seu desejo de adesão à OTAN.
A Ucrânia é o membro mais ativo da Parceria para a Paz (PfP). Todos os principais partidos políticos da Ucrânia apoiam a plena integração eventual na UE. Esperava-se que o Acordo de Associação com a UE fosse assinado e entrado em vigor no final de 2011, mas o processo foi suspenso em 2012 devido aos desenvolvimentos políticos da época, sendo que o acordo foi assinado apenas em 2014.
A Ucrânia tinha há muito laços estreitos com todos os seus vizinhos, mas as relações Rússia-Ucrânia se deterioraram rapidamente em 2014 com a anexação da Crimeia, dependência energética e disputas de pagamento. Há também algumas tensões com a Polônia e a Hungria.

### Forças armadas

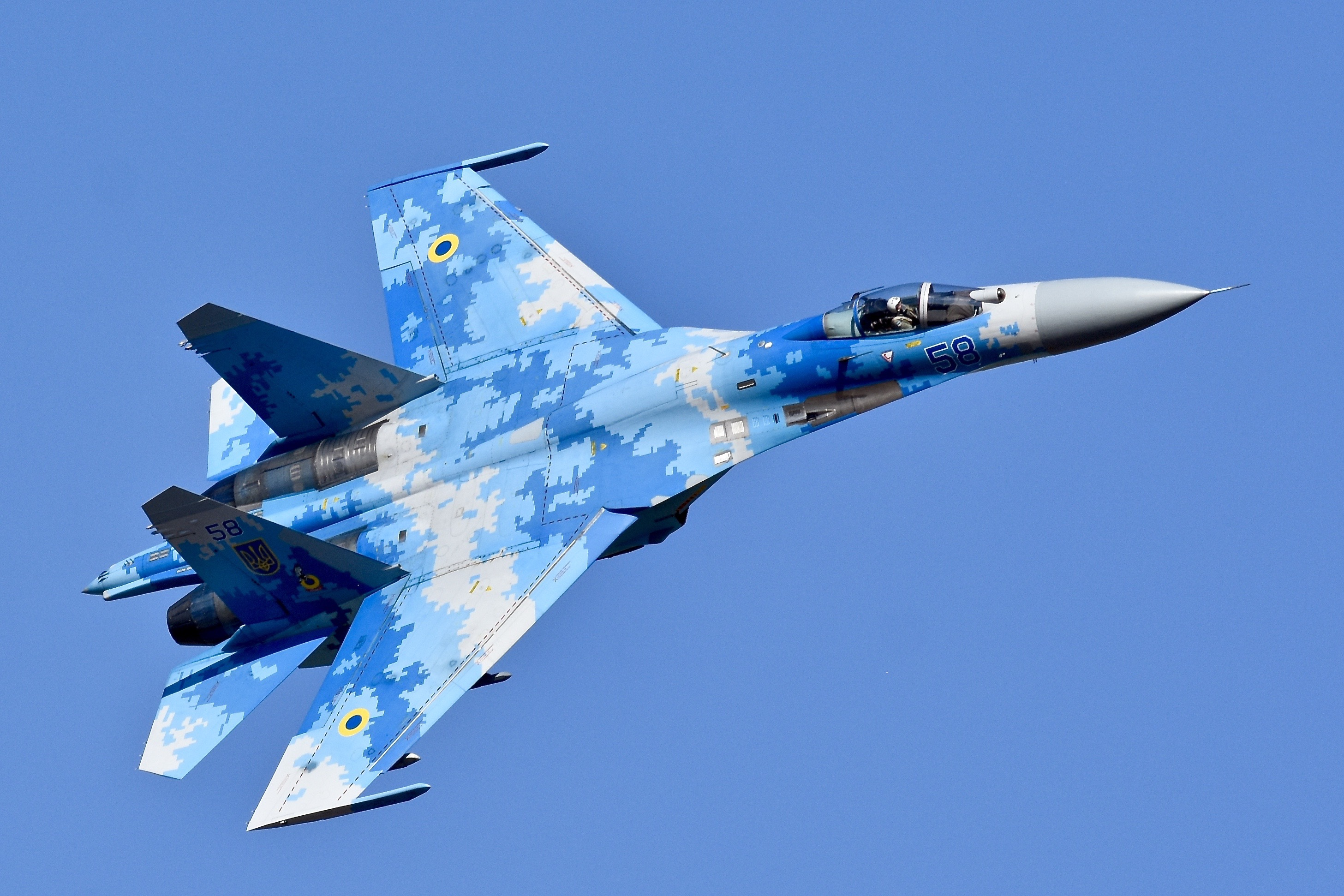
Caça Sukhoi Su-27 da Força Aérea da Ucrânia

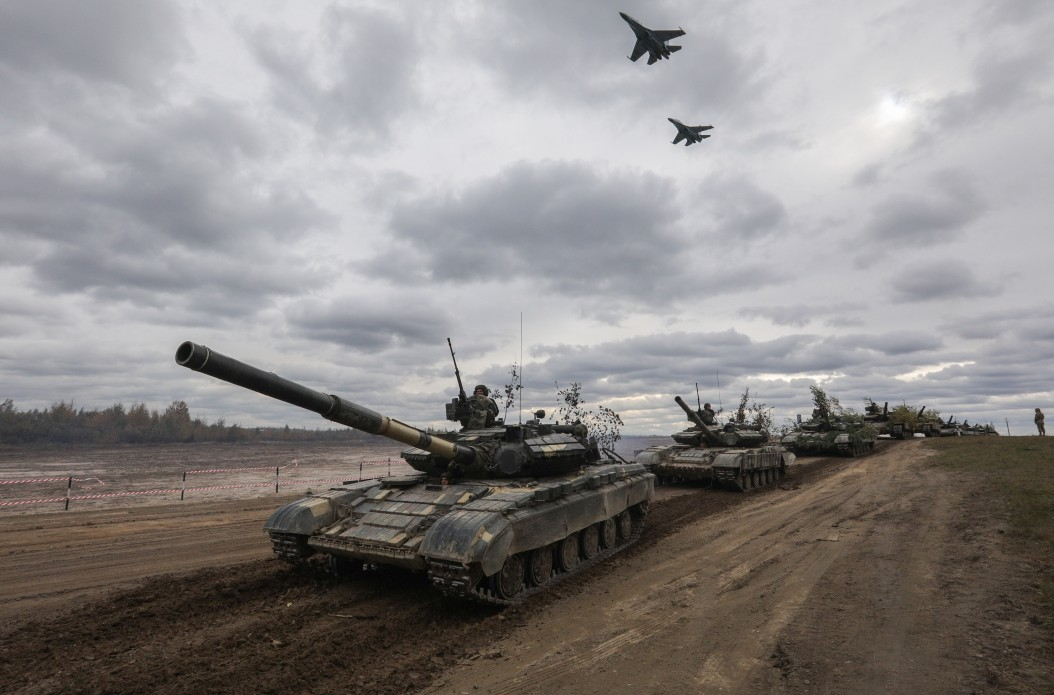
Blindados e aeronaves das forças armadas ucranianas

Após a dissolução da União Soviética, a Ucrânia herdou uma força militar de 780 mil homens em seu território, equipada com o terceiro maior arsenal de armas nucleares do mundo. Em maio de 1992, no entanto, a Ucrânia assinou o Protocolo de Lisboa, no qual o país concordou em entregar todas as armas nucleares à Rússia para descarte e aderir ao Tratado de Não-Proliferação Nuclear como um Estado sem armas nucleares. A Ucrânia ratificou o tratado em 1994 e em 1996 o país ficou livre de ogivas nucleares.
A Ucrânia tomou medidas consistentes para a redução de armas convencionais. Assinou o Tratado das Forças Armadas Convencionais na Europa, que pedia a redução de tanques, artilharia e veículos blindados (as forças do exército foram reduzidas para 300 mil). O país planeja converter os atuais militares recrutados em militares voluntários profissionais.
A Ucrânia tem desempenhado um papel cada vez maior nas operações de manutenção da paz. Em 3 de janeiro de 2014, a fragata ucraniana Hetman Sagaidachniy juntou-se à Operação Atalanta de combate à pirataria da União Europeia e fez parte da Força Naval da UE na costa da Somália por dois meses. As tropas ucranianas também estão posicionadas em Kosovo como parte do Batalhão Ucraniano-Polonês.
Uma unidade ucraniana foi implantada no Líbano, como parte da Força Interina da ONU para fazer cumprir o acordo de cessar-fogo obrigatório. Houve também um batalhão de manutenção e treinamento implantado em Serra Leoa. Em 2003-05, uma unidade ucraniana foi destacada como parte da Força Multinacional no Iraque sob o comando polonês. A mobilização total das forças armadas ucranianas em todo o mundo é de 562 militares.
Unidades militares de outros estados participam regularmente de exercícios militares multinacionais com forças ucranianas na Ucrânia, incluindo as forças armadas dos Estados Unidos.

## Subdivisões
A Ucrânia é dividida em 24 oblasts. Além disso, a cidade de Kyiv, a capital, possui um estatuto jurídico especial. Os 24 oblasts e a Crimeia são subdivididas em 490 raions (distritos) ou unidades administrativas de segundo nível. A área média de um raion ucraniano é de 1 200 km², enquanto a população média de um raion é de 52 mil habitantes. As áreas urbanas (cidades) podem ser subordinadas ao Estado, ou às administrações da região e dos raions, dependendo da sua população e importância socioeconômica. As unidades administrativas inferiores incluem assentamentos de tipo urbano, que são semelhantes às comunidades rurais, mas mais urbanizados, onde existem empresas industriais, serviços educacionais, redes de transporte. Finalmente, existem comunidades ou aldeias rurais.
Anteriormente, o território da Ucrânia moderna estava sob o domínio de vários reinos e principados, que originaram uma divisão posterior do país em várias regiões, que não têm validade administrativa, mas têm importância na identidade de seus habitantes e são usados por historiadores e etnógrafos. No total, existem 457 cidades na Ucrânia, das quais 176 são administradas por oblasts, 279 por raions e duas têm estatuto legal especial. Existem, ainda, 886 assentamentos de tipo urbano e 28 552 aldeias.
| Volínia Rivne Jitomir Kiev Khmel- nytski Ternopil Ivano- Frankivsk Transcarpátia Tchernivtsi Vinnytsia Tcherkássi Kirovogrado Mykolaiv Poltava Tchernihiv Sumy Carcóvia Dnipropetrovsk Odessa Quérson Zaporíjia Donetsk (disp.) Crimeia (disp.) Luhansk (disp.) Kiev Sebastopol (disp.) Leópolis • | Oblasts Carcóvia Dnipropetrovsk Donetsk [ a ] Ivano-Frankivsk Jitomir Khmelnytski Kyiv Kirovogrado Leópolis Luhansk [ b ] Mykolaiv Odessa Poltava Quérson Rivne Sumy Tcherkássi Tchernihiv Tchernivtsi Ternopil Transcarpátia Vinnytsia Volinia Zaporíjia República autônoma Cidades com estatuto especial República Autônoma da Crimeia [ c ] Kyiv Sebastopol [ d ] |                                                 |                                                           |                                                   |
| Oblasts | |                                                 |                                                           |                                                   |
| - Carcóvia - Dnipropetrovsk - Donetsk - Ivano-Frankivsk - Jitomir | - Khmelnytski - Kyiv - Kirovogrado - Leópolis - Luhansk | - Mykolaiv - Odessa - Poltava - Quérson - Rivne | - Sumy - Tcherkássi - Tchernihiv - Tchernivtsi - Ternopil | - Transcarpátia - Vinnytsia - Volinia - Zaporíjia |
| República autônoma | República autônoma | Cidades com estatuto especial                   | Cidades com estatuto especial                             | Cidades com estatuto especial                     |
| - República Autônoma da Crimeia | - República Autônoma da Crimeia | - Kyiv - Sebastopol                             | - Kyiv - Sebastopol                                       | - Kyiv - Sebastopol                               |

| Oblasts                                                           | Oblasts                                                 | Oblasts                                         | Oblasts                                                   | Oblasts                                           | Oblasts |
| ----------------------------------------------------------------- | ------------------------------------------------------- | ----------------------------------------------- | --------------------------------------------------------- | ------------------------------------------------- | ------- |
| - Carcóvia - Dnipropetrovsk - Donetsk - Ivano-Frankivsk - Jitomir | - Khmelnytski - Kyiv - Kirovogrado - Leópolis - Luhansk | - Mykolaiv - Odessa - Poltava - Quérson - Rivne | - Sumy - Tcherkássi - Tchernihiv - Tchernivtsi - Ternopil | - Transcarpátia - Vinnytsia - Volinia - Zaporíjia |         |
| República autônoma                                                | República autônoma                                      | Cidades com estatuto especial                   | Cidades com estatuto especial                             | Cidades com estatuto especial                     |         |
| - República Autônoma da Crimeia                                   | - República Autônoma da Crimeia                         | - Kyiv - Sebastopol                             | - Kyiv - Sebastopol                                       | - Kyiv - Sebastopol                               |         |

## Economia

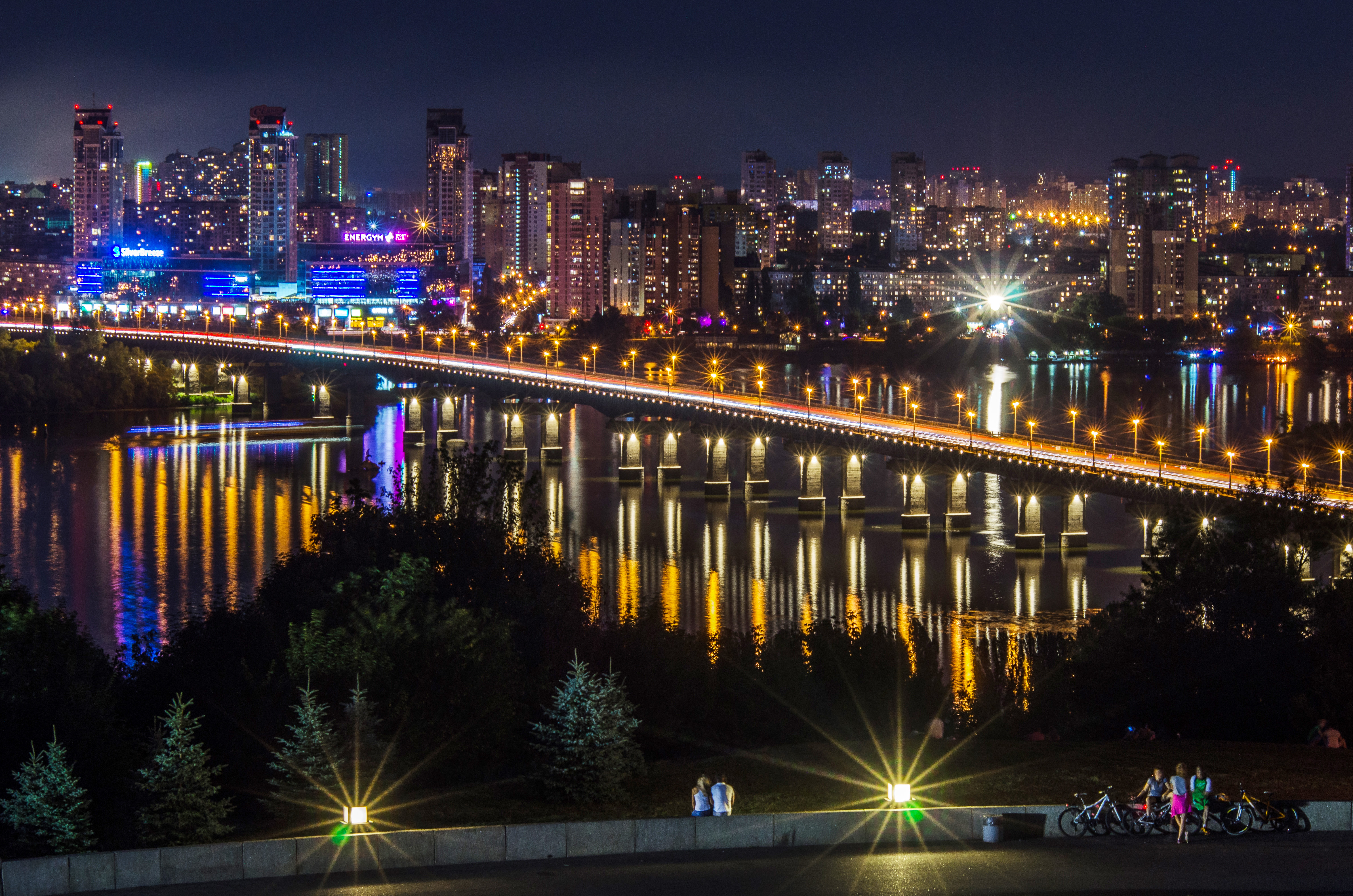
Kyiv, o centro financeiro da Ucrânia

Exportações ucranianas em 2019

Nos tempos soviéticos, a economia da Ucrânia foi a segunda maior da União Soviética, sendo um componente importante da atividade industrial e agrícola na economia centralmente planejada do país. Com o colapso do sistema soviético, o país passou de uma economia planejada para uma economia de mercado. O processo de transição foi difícil para o meio social ucraniano, com índices de pobreza aumentando no país. A economia ucraniana contraiu severamente nos anos que se seguiram ao colapso soviético. Um grande número de habitantes da área rural sobreviveu graças ao cultivo de sua própria alimentação, muitas vezes trabalhando em dois ou mais empregos e cobrindo as necessidades básicas através da economia de troca.
Em 1991, o governo liberalizou a maioria dos preços para combater a escassez generalizada de produtos e conseguiu superar o problema. Ao mesmo tempo, o governo continuou a conceder subsídio a empresas paraestatais e agricultura por meio da emissão monetária. As políticas monetárias do início da década de 1990 levaram a inflação do país para níveis de hiperinflação; desta forma, a Ucrânia ganhou o recorde mundial de inflação em um ano natural (1993). As pessoas que viviam em renda fixa foram as mais afetadas. Os preços se estabilizaram somente após a introdução da nova moeda, a grívnia (UAH) em 1996. O país também foi lento na implementação das reformas estruturais. Após a independência, o governo criou um quadro legal para a privatização, mas a resistência generalizada à reforma pelo governo e uma parte significativa da população logo bloqueou os esforços que pretendiam mudar o modelo econômico. Um grande número de empresas estatais estavam isentas do processo de privatização. Enquanto isso, em 1999, o PIB havia diminuído para menos de 40% do nível de 1991, embora no final de 2006 ele se recuperasse ligeiramente acima de 100%.
No início dos anos 2000, a economia apresentou um forte crescimento nas exportações de 5 para 10% ao ano, com a produção industrial crescendo mais de 10% ao ano, até voltar a ser fortemente afetado pela crise econômica de 2008-2009. O PIB de 2000 apresentou crescimento forte, devido às exportações, com índice de 6% - positivo pela primeira vez desde a independência; a produção industrial cresceu 12,9%. A economia continuou a expandir-se em 2001, com um crescimento real do PIB da ordem de 9% e aumento da produção industrial de mais de 14%. O desempenho favorável baseou-se na demanda interna alta e na crescente confiança do consumidor e do investidor. O crescimento econômico acelerado no período 2002-2004 foi, em grande medida, resultado de um pico de exportações de aço para a China.

Salário médio mensal em cada divisão administrativa da Ucrânia. Os valores estão expressos em grívnias ucranianas (2016)

Campos de trigo semeados na região de Kherson

Em 2017, a CIA calculou o Produto interno bruto (PIB) da Ucrânia em 366,4 bilhões de dólares, sendo o 51º maior PIB do mundo. No mesmo ano, o PIB per capita foi de 8 700 US$, o 146.º mais alto do mundo, enquanto seu PIB nominal foi estimado em 104 bilhões de dólares. Em julho de 2013, o salário nominal médio na Ucrânia atingiu 3 429 UAH por mês. Apesar de ser inferior ao dos países vizinhos da Europa Central, o aumento da renda salarial em 2008 foi de 36,8%. De acordo com o PNUD, em 2003, 4,9% da população ucraniana vivia com menos de US$ 2 por dia, e pelos dados da CIA, 24,1% da população vivia abaixo da linha de pobreza nacional em 2010.
A Ucrânia produz quase todos os tipos de veículos de transporte e naves espaciais. Os aviões Antonov e KrAZ são exportados para muitos países. A maioria das exportações ucranianas é comercializada com a União Europeia e a Comunidade de Estados Independentes. Desde a independência, a Ucrânia tem mantido a sua própria agência espacial, a Agência Espacial do Estado da Ucrânia (NSAU), por isso tornou-se um participante ativo na exploração científica do espaço sideral e missões de sensoriamento remoto. Entre 1991 e 2007, a Ucrânia lançou seis próprios satélites e 101 veículos de lançamento e continua a projetar sua própria nave espacial. Até hoje, a Ucrânia é reconhecida como líder mundial na produção de mísseis e tecnologia relacionada a mísseis.
A agricultura é a maior base econômica do país, sendo um dos mais importantes países do mundo neste setor. Em 2018, o país era o maior produtor do mundo de semente de girassol (e também de óleo de girassol), um dos 5 maiores produtores do mundo de milho, batata, repolho, abóbora, cenoura, ervilha e trigo-sarraceno, um dos 10 maiores produtores do mundo de trigo, soja, cevada, colza, centeio, beterraba-sacarina, pepino, noz e cereja, além de ter grandes produções de tomate, cebola, maçã e uva, entre outros. Na pecuária, em 2018, o país era o 5º maior produtor mundial de mel, um dos 20 maiores produtores mundiais de leite de vaca e um dos 25 maiores produtores mundiais de carne de frango, entre outros produtos. As maiores exportações de produtos agropecuários processados do país em termos de valor, em 2019, foram: milho (U$ 4,7 bilhões), óleo de girassol (U$ 3,5 bilhões), trigo (U$ 3,1 bilhões), soja (U$ 1,2 bilhões), colza (U$ 1,1 bilhões), semente de girassol (U$ 1,0 bilhões), cigarros (U$ 0,6 bilhões), cevada (U$ 0,44 bilhões), carne de frango (U$ 0,4 bilhões), óleo de soja (U$ 0,2 bilhões), produtos feitos de chocolate (U$ 0,14 bilhões), óleo de canola (U$ 0,13 bilhões), produtos feitos com tabaco (U$ 0,12 bilhões), noz (U$ 0,11 bilhões), entre outros.
A produção mineral da Ucrânia é bastante considerável. Em 2019, o país era um dos 10 maiores produtores do mundo de minério de ferro, manganês, titânio e urânio.

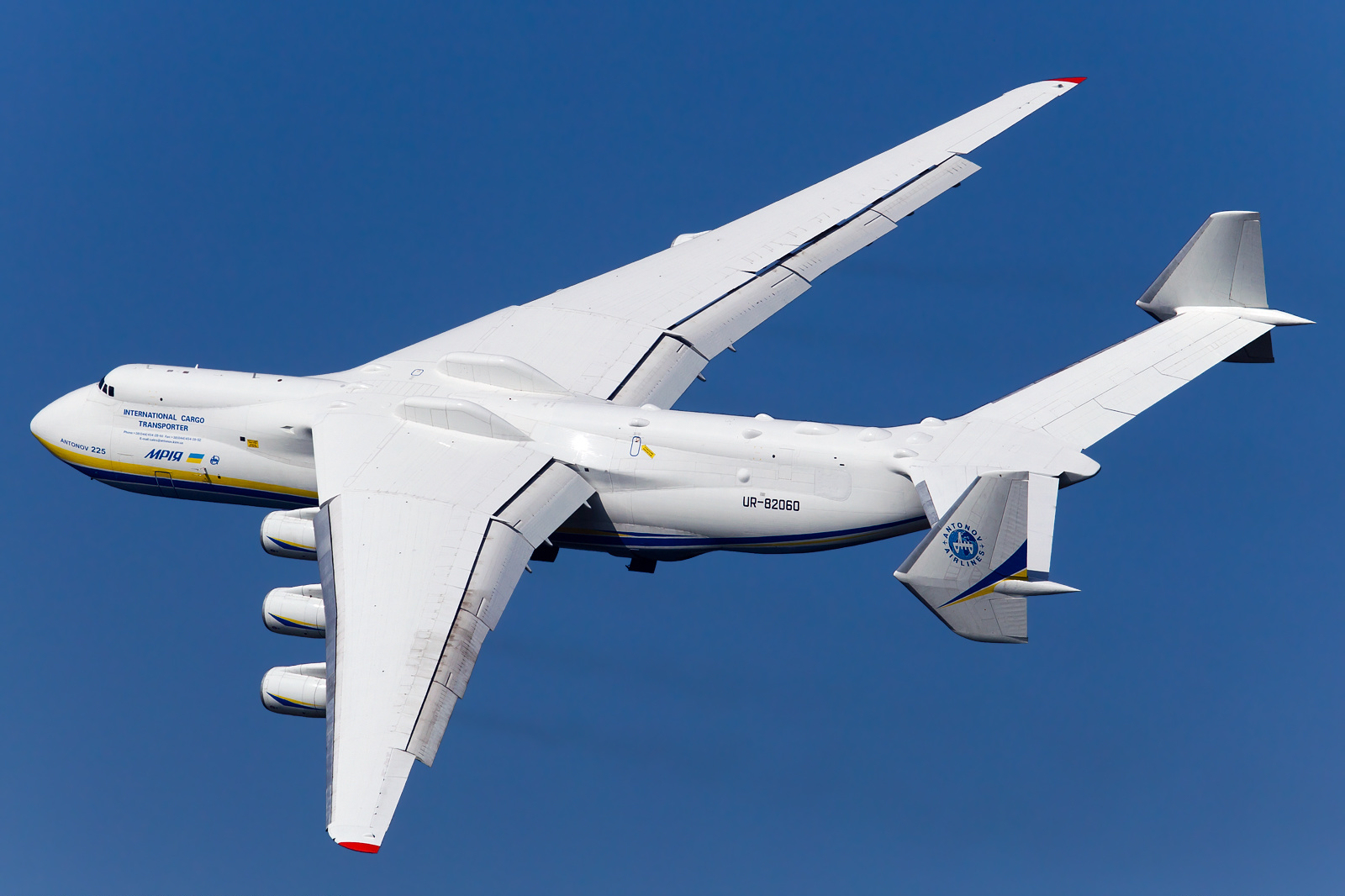
O ucraniano Antonov An-225 Mriya é a maior aeronave já construída

Já na produção industrial, o país não tem tanto destaque, mas ainda assim, possui um nível próximo ao do Chile ou do Peru. Em 2019, tinha a 59ª indústria mais valiosa do mundo (US$ 16,6 bilhões), de acordo com o Banco Mundial. Em 2005, a Ucrânia foi o sétimo maior produtor de aço do mundo. Em 2019, se mantinha entre os maiores do mundo, estando em 13º lugar. A Ucrânia também tem uma grande produção de vinho: em 2018, foi o 19º maior produtor do mundo. No setor de manufaturados, o país fabrica equipamentos metalúrgicos, locomotivas a diesel, tratores e automóveis. A Ucrânia possui uma enorme base industrial de alta tecnologia, inclusive grande parte das antigas indústrias soviéticas de eletrônicos, armamentos e artigos espaciais, embora estes setores sejam estatais e sofram com dificuldades na área de administração de negócios. Segundo estimativas, o PIB da Ucrânia totalizou US$ 81 bilhões (cálculo nominal) ou US$ 355 bilhões (PPC) em 2006.
O Banco Mundial classifica a Ucrânia como um estado de renda média. Os principais problemas incluem infraestrutura e transporte subdesenvolvido, corrupção e burocracia. Em 2007, o mercado de ações de títulos ucranianos registrou o segundo mais rápido crescimento no mundo, com um aumento de 130%. De acordo com a CIA, em 2006, a capitalização de mercado do mercado de ações ucraniano era de 1 118 milhões de dólares. Entre os setores da economia ucraniana ainda crescente é o mercado de tecnologias de informação e comunicação, que em 2007 liderou o resto dos mercados dos países da Europa Central e Oriental, com um índice de cerca de 40% de crescimento.

### Turismo

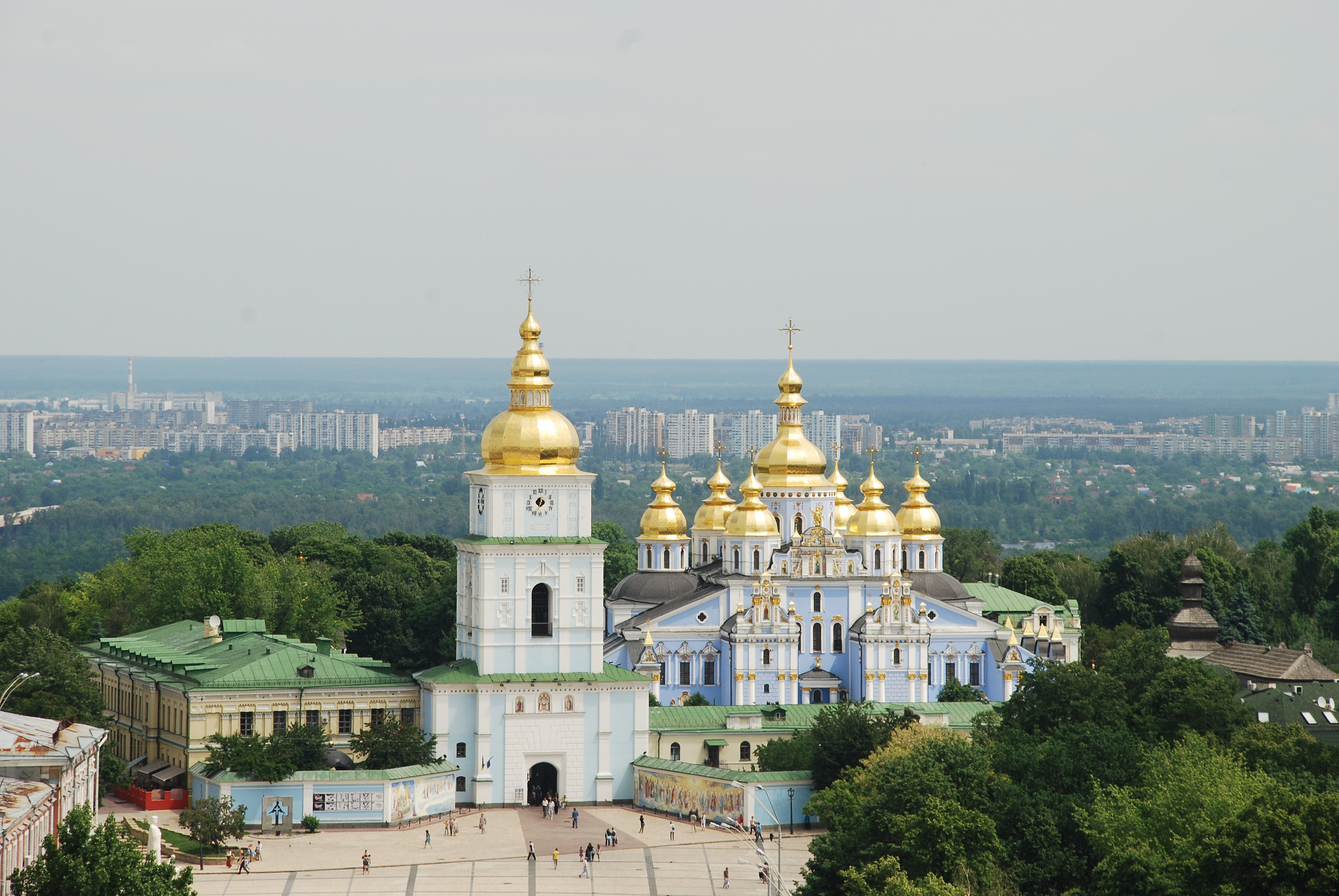
Kiev: centro histórico

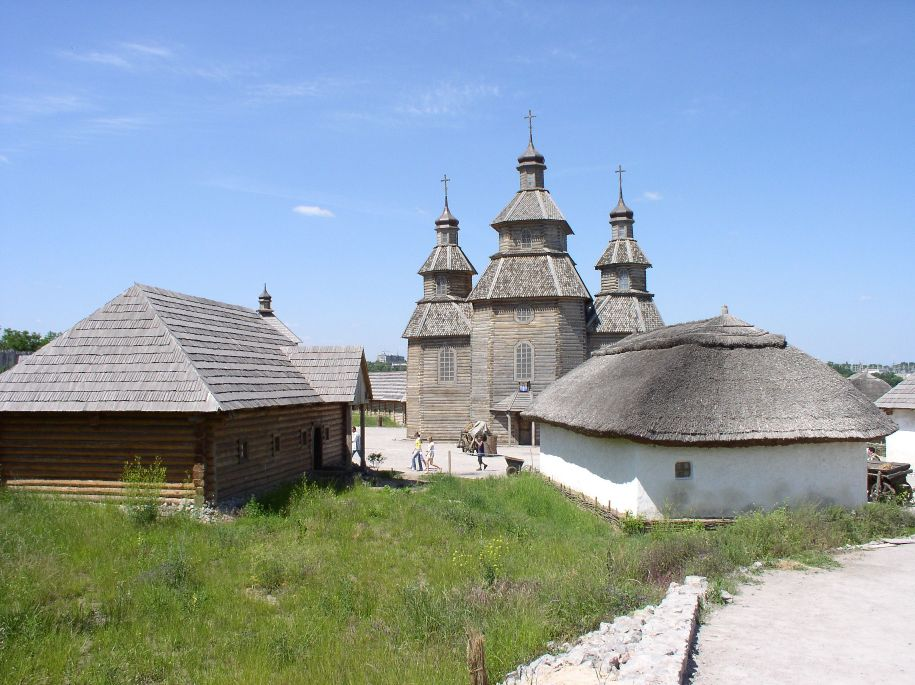
Zaporíjia: reconstrução da fortaleza cossaca ucraniana - Sich

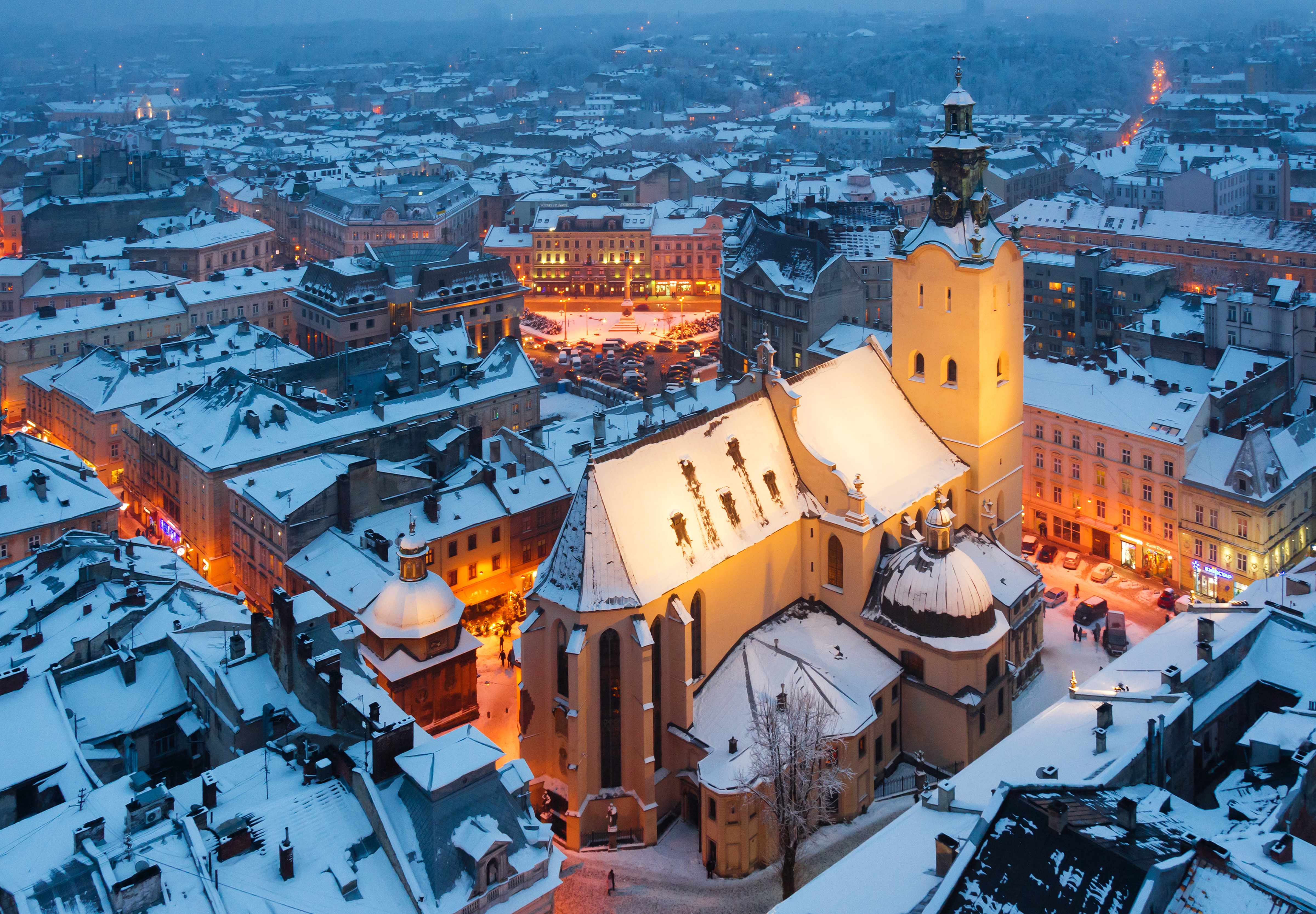
Leópolis: Conjunto do Centro Histórico

De acordo com a classificação da Organização Mundial do Turismo, a Ucrânia ocupa o oitavo lugar na Europa em número de visitação de turistas. Em 2018, tinha sido o 30º país mais visitado do mundo, com 14,2 milhões de turistas internacionais, porém, com receitas turísticas consideradas baixas em comparação com outros países. Todos os anos, milhões de turistas visitam a Ucrânia, principalmente da Rússia e Europa Oriental, bem como da Europa Ocidental e dos Estados Unidos. A estrutura do fluxo de tráfego é formada principalmente por visitantes que são cidadãos de países da Comunidade de Estados Independentes (11,9 milhões de pessoas; 63% do ingresso total), países da União Europeia (6,3 milhões de pessoas; 33% do total de visitantes), Estados Unidos e outros países (0,6 milhão pessoas; 4% do total de visitantes).
Entre os principais atrativos turísticos do país estão as Sete maravilhas da Ucrânia, compostas por seus monumentos históricos e culturais. As sete maravilhas da Ucrânia foram escolhidas pelo público em geral através de votação na Internet. Até 1914, o turismo na Ucrânia não era generalizado. As primeiras tentativas de exploração do setor incluem a excursão estudantil de 1876 na Crimeia (liderada pelo professor da Universidade Novorossiysk, M. Golovinsky) e a jornada dos estudantes do ensino médio na Galiza na década de 1880. Além de Kyiv e seu entorno, a República Autônoma da Crimeia é o maior destino de turistas no país. A região possui um comprimento da costa de cerca de 1 000 quilômetros, onde quase 800 estabelecimentos oficiais de turismo estão sediados. Em 2013, a Crimeia recebeu 5,9 milhões de turistas, incluindo cerca de 4 milhões oriundos de outras regiões da Ucrânia. O tempo médio de permanência em repouso foi de 7 dias, para o qual foi gasto, em média, 2 566 UAH por pessoa.
Um dos monumentos mais famosos desse tipo e a principal atração da parte central do país é o Fortaleza de Santa Isabel, uma grande fortaleza de terra construída em meados do século XVIII por ordem da imperatriz russa Isabel pelos cossacos ucranianos para proteção contra ataques do Império Otomano. Esta fortaleza desempenhou um papel fundamental na vitória na guerra Russo-Turca (1768–1774) e no estabelecimento de uma civilização estável no sul do país, abrindo caminho para a fundação e desenvolvimento de grandes cidades no sul da Ucrânia - Kherson, Mykolaiv, Odessa e, no final do século XVIII, ela própria recebeu o status de cidade - Yelizavetgrad (hoje Kropyvnytsky). Foi desta fortaleza que as tropas russas partiram em 1775 e destruíram a fortaleza cossaca ucraniana de Sich, o que se tornou uma grande tragédia nacional .
O primeiro teatro profissional ucraniano foi fundado aqui, e a arquitetura da cidade é rica em patrimônio arquitetônico neoclássico. Durante o Holodomor e os Grande Expurgo, oficiais da OGPU e da NKVD enterraram secretamente aqueles sequestrados e mortos sob falsas acusações em valas comuns dentro da fortaleza. O assunto permaneceu tabu e não podia sequer ser discutido em privado. Falar sobre ele ou mencioná-lo na imprensa colocava o autor do artigo em risco de prisão e tortura em hospitais psiquiátricos administrados pela KGB até a queda do totalitarismo em 1991. Durante a Segunda Guerra Mundial, a fortaleza tornou-se palco de crimes de guerra em massa nazistas. Mais tarde, um complexo memorial chamado Panteão da Glória Eterna foi construído em seu lugar. O elemento central do memorial é uma estátua que simboliza a Pátria, em memória das mães que perderam seus filhos devido aos crimes dos regimes totalitários.Situado no centro histórico da cidade, é a atração turística mais popular da região.O local é único porque abrange diferentes períodos da história do país e está localizado no cruzamento de várias rotas turísticas  .

## Infraestrutura

### Transportes e energia

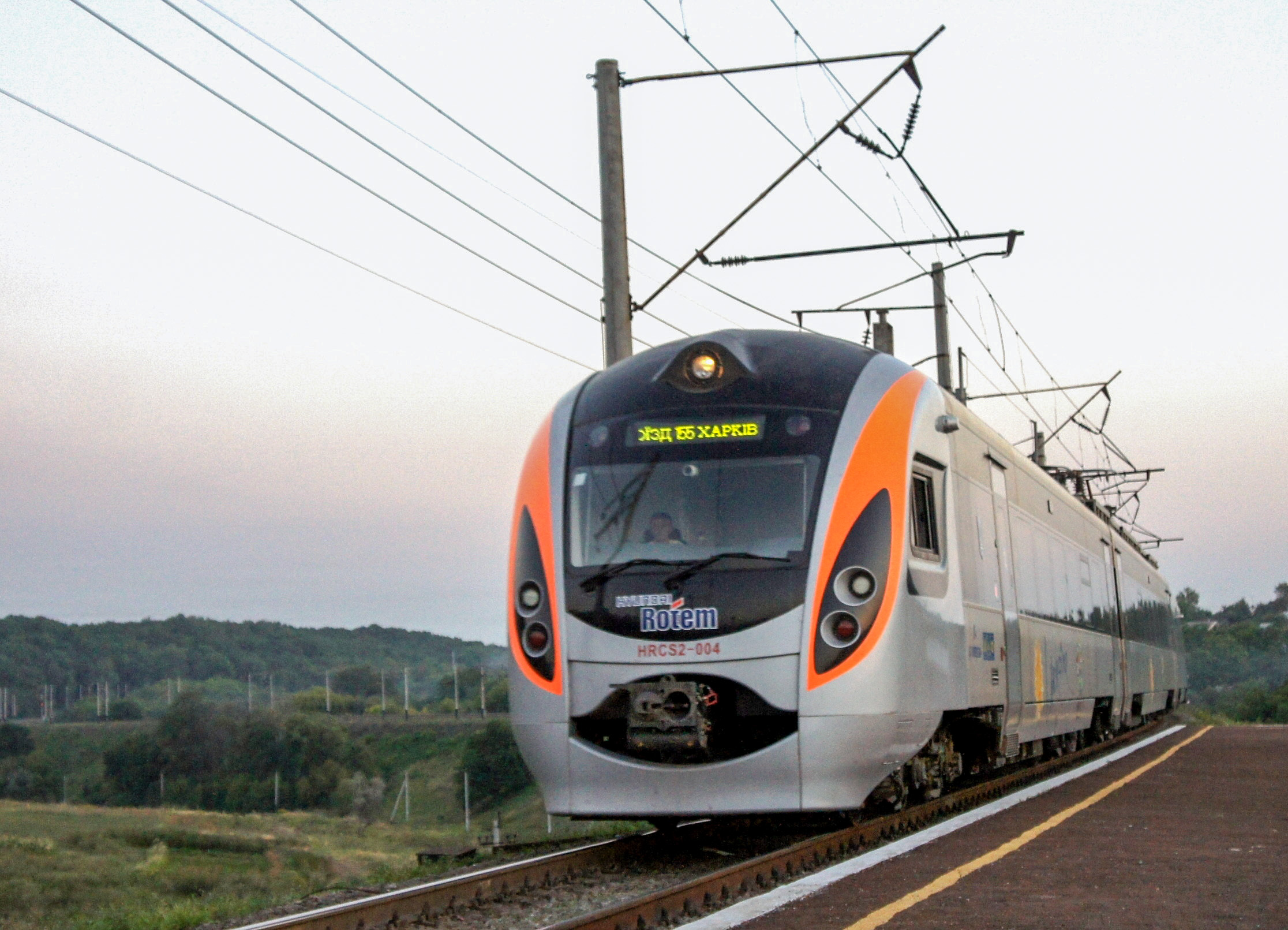
Trem/Comboio em uma das linhas ferroviárias do país

A maior parte da infraestrutura é do tempo da União Soviética. A malha rodoviária engloba todas os centros mais populosos, mas é considerada de baixa qualidade para os padrões europeus. No total, as estradas pavimentadas somam 164 732 quilômetros. O transporte ferroviário conecta quase todas as áreas urbanas e transporta cargas. A maior concentração de ferrovias está na região de Donbass, no extremo leste ucraniano. Apesar disso, o valor da carga transportada por ferrovias caiu 7,4% em 1995 em comparação com 1994. A Ucrânia continua sendo um dos países que mais usam a malha ferroviária tanto para o transporte de cargas quanto para o transporte de passageiros. Existe um total de 22 473 quilômetros de ferrovias no país, sendo que destas, 9 250 km é eletrificado.
A Ucrânia é um dos países europeus que mais consome energia, consome o dobro de energia consumida na Alemanha, por unidade do PIB. Uma grande parte da energia produzida no país é por meio de usinas nucleares, e a Ucrânia recebe a maioria dos serviços e combustíveis nucleares da Rússia. O petróleo e o gás, são na maioria importados da Rússia. A Ucrânia é pesadamente dependente de sua energia nuclear. A maior usina nuclear na Europa, a Usina Nuclear de Zaporijia, é localizada na Ucrânia. Em 2006, o governo planejou construir novos reatores pelo ano 2030, em efeito, dobrando o atual valor de produção de energia.

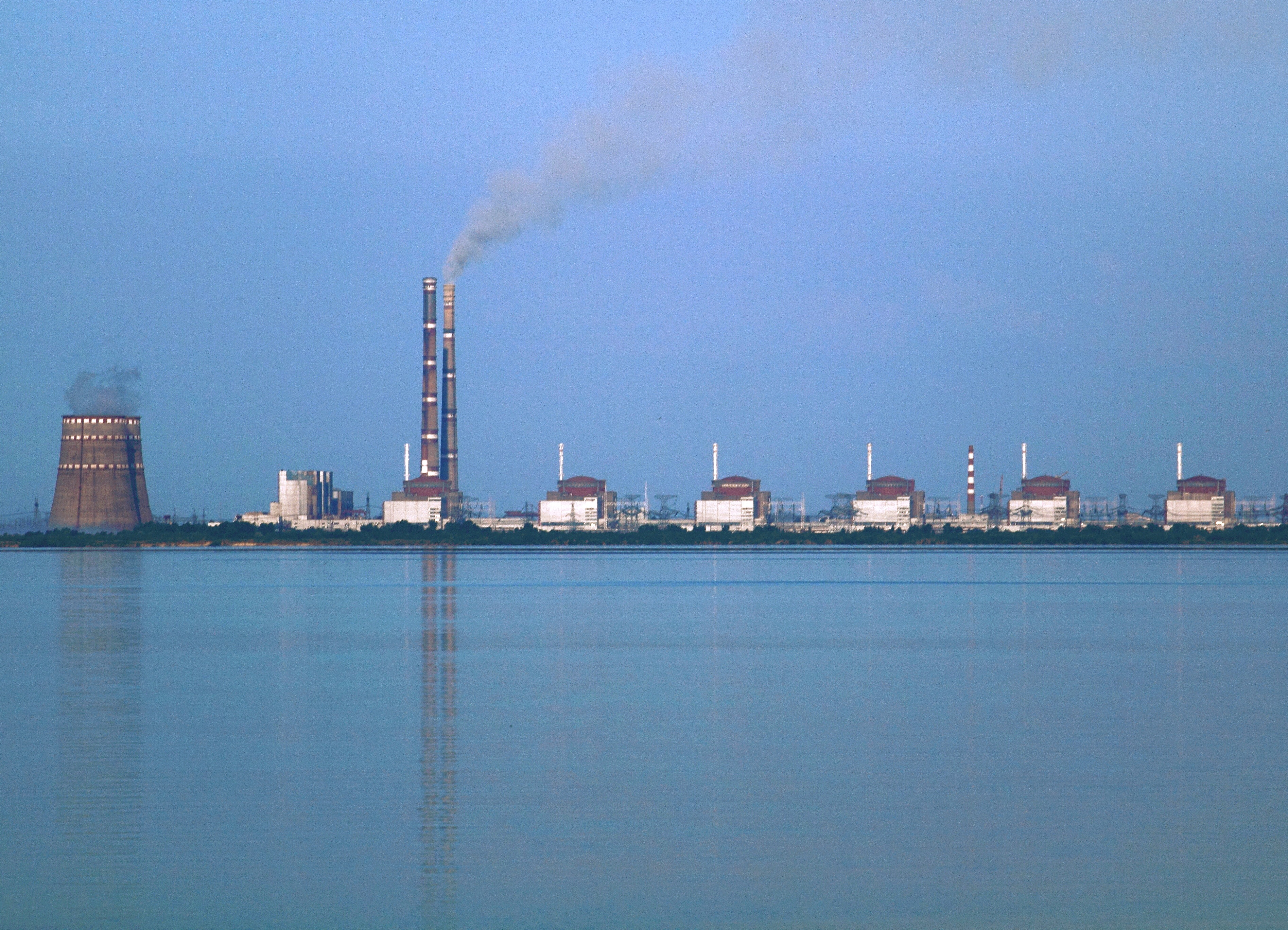
Usina Nuclear de Zaporizhia em Enerhodar

O país importa grande parte dos suprimentos de energia, especialmente o petróleo e o gás natural, por isso depende em grande parte da Rússia como seu fornecedor de energia. Enquanto 25% do gás natural na Ucrânia vem de fontes domésticas, cerca de 35% provêm da Rússia e os 40% restantes da Ásia Central, através de rotas de trânsito que a Rússia controla. Ao mesmo tempo, 85% do gás russo é entregue à Europa Ocidental através da Ucrânia. O país vem tentando diversificar a sua matriz energética, como forma de diminuir sua dependência da Rússia neste setor, através da adoção de parcerias comerciais com outros países europeus. A Ucrânia é, contudo, autossuficiente em termos de produção elétrica, devido a usinas nucleares e hidrelétricas.
Fontes de energia renováveis desempenham um papel muito modesto na produção elétrica. Em 2005, a produção energética foi cumprida pelas seguintes fontes: nuclear (47%), térmica (45%), hidrelétricas e outros (8%). Atualmente, o país possui quatro usinas nucleares ativas localizadas em Varash, Energodar, Yuzhnoukrainsk e Netyshin. Além desses em atividade, um quinto do complexo do reator foi planejado na Crimeia, mas a construção foi interrompida indefinidamente como resultado do desastre de Chernobil.

### Educação
De acordo com a Constituição ucraniana, o acesso à educação gratuita é concedido a todos os cidadãos ucranianos. O ensino secundário geral completo é obrigatório nas escolas públicas, que constituem a esmagadora maioria. O ensino superior também é gratuito, nos estabelecimentos de ensino mantidos pelo governo. Há um pequeno número de escolas privadas e instituições de ensino superior de caráter privado.

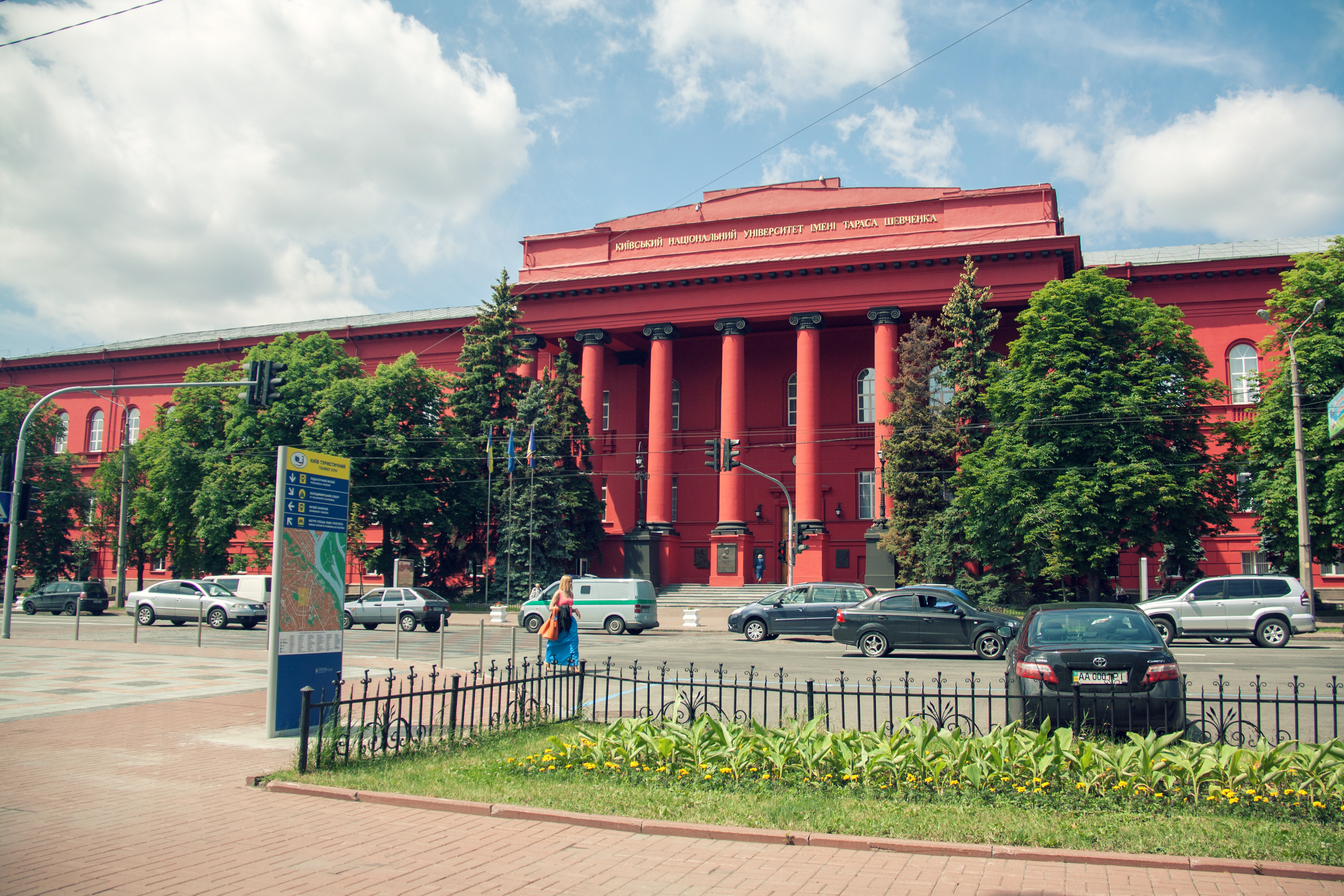
Universidade de Kyiv

Por causa da ênfase na educação, oriunda da União Soviética e que continua compartilhada até hoje, a taxa de alfabetização é de aproximadamente 99,7% entre a população com idade acima dos quinze anos. Desde 2005, o programa de onze anos escolares foi substituído por um de doze anos de ensino. O ensino primário dura quatro anos (a partir de seis anos de idade), o ensino de base fundamental é composto por cinco anos, e o ensino médio possui três anos de duração. Após a conclusão do ensino médio, os estudantes passam por testes educacionais. Estes testes são depois utilizados para admissão nas universidades. Em 2010 o Ministério da Educação aboliu a transição espontânea para o sistema de ensino secundário de 12 anos, o que, de acordo com profissionais e jovens, inibe indiretamente o progresso do estado.
O sistema de ensino superior ucraniano mantém inúmeras universidades. A organização do ensino superior é construída sobre a estrutura global de países desenvolvidos, conforme definido pela UNESCO e pela ONU. As primeiras instituições de ensino superior (IES) surgiram na Ucrânia durante os séculos XVI e início do XVII. A primeira instituição de ensino superior da Ucrânia foi a Escola Ostrozka, ou Ostrozkiy greco-eslavo-Latin Collegium, similar às instituições de ensino superior da Europa Ocidental da época. Fundada em 1576 na cidade de Ostrog, o Collegium foi a primeira instituição de ensino superior nos territórios eslavos orientais. A universidade mais antiga foi a Universidade Nacional Academia Mohyla de Kyiv, estabelecida pela primeira vez em 1632 e, em 1694, reconhecida oficialmente pelo governo da Rússia Imperial como uma instituição de ensino superior. 
Dentre outras mais antigas, está também a Universidade Lviv, fundada em 1661. As instituições de ensino mais prestigiadas foram criadas a partir do século XIX, sendo estas as universidades de Carcóvia (1805), Kyiv (1834), Nacional de Odessa (1865) e Chernivtsi (1875), além de um notável número de instituições profissionais de ensino superior, como a Universidade Estadual Nizhyn Gogol (originalmente estabelecida como Ginásio de Ciências Superiores, em 1805), o Instituto de Veterinária (1873), o Instituto Politécnico (1885), em Carcóvia, e outro Politécnico em Kyiv (1898) e uma Escola Superior de Mineração (1899) em Katerynoslav. Em 1946, em Kyiv foi fundada Universidade Nacional de Kyiv do Comércio e Economia. Em 1988, uma série de instituições de ensino superior foi criada, elevando o número de instituições desse nível educacional para 146, com mais de 850 mil alunos matriculados.

### Saúde

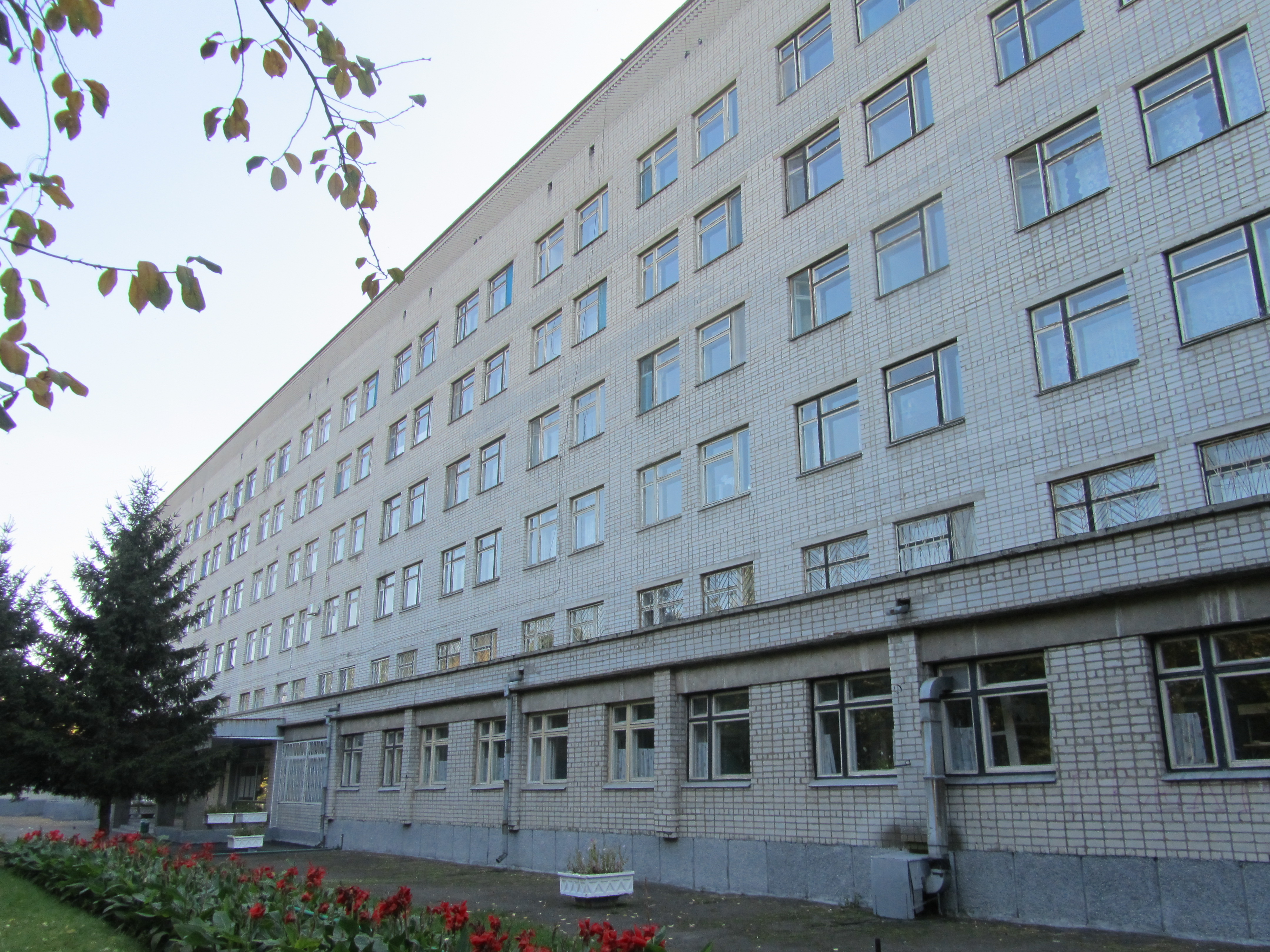
O hospital infantil municipal em Kremenchuk

O sistema de saúde da Ucrânia é subsidiado pelo Estado e está disponível gratuitamente para todos os cidadãos ucranianos e residentes registrados. No entanto, não é obrigatório ser tratado em um hospital estatal, pois existem vários complexos médicos privados em todo o país.
Todos os prestadores de serviços médicos e hospitais da Ucrânia estão subordinados ao Ministério da Saúde, que supervisiona e fiscaliza a prática médica geral, além de ser responsável pela administração diária do sistema de saúde. Apesar disso, os padrões de higiene e atendimento ao paciente caíram.
A Ucrânia enfrenta uma série de grandes problemas de saúde pública e é considerada em crise demográfica devido à sua alta taxa de mortalidade e baixa taxa de natalidade (a taxa de natalidade ucraniana é de 11 nascimentos/1 000 habitantes, enquanto a taxa de mortalidade é de 16,3 mortes/1 000 habitantes). Um fator que contribui para a alta taxa de mortalidade é uma alta taxa de mortalidade entre homens em idade ativa por causas evitáveis, como alcoolismo e tabagismo. Em 2008, a população do país foi uma das que mais declinaram no mundo, com um crescimento de -5%. A ONU alertou que a população da Ucrânia pode cair até 10 milhões até 2050 se as tendências não melhorarem.

## Cultura

### Literatura
A história da literatura ucraniana remonta ao século XI, após a cristianização da Rússia de Kiev. Os escritos da época eram principalmente litúrgicos e estavam escritos na antiga língua eclesiástica eslava. Os contos históricos da época são conhecidos como "crônicas", a mais importante das quais é a Crônica de Nestor. A atividade literária enfrentou um declínio súbito durante a Invasão mongol da Rússia.
A literatura em ucraniano retomou o seu desenvolvimento no século XIV e avançou significativamente durante o XVI com a introdução da imprensa e com o início da era dos Cosacos, sob o domínio russo e polaco. Os cossacos estabeleceram uma sociedade independente e popularizaram um novo tipo de poemas épicos, que marcaram um ponto alto na tradição oral da Ucrânia. Nos séculos XVII e XVIII, esses avanços foram novamente interrompidos, quando a publicação na língua ucraniana foi banida. No entanto, no final do século XVIII, a literatura ucraniana novamente emergiu.
No século XIX, um período vernáculo começou na Ucrânia, liderado pelo trabalho de Ivan Kotliarevsky, Eneyida, a primeira publicação escrita em ucraniano moderno. Na década de 1830, começou a desenvolver-se o Romantismo, e foi quando surgiu a figura cultural mais importante da nação, o poeta-pintor romântico Tarás Shevchenko. Enquanto Ivan Kotliarevesky é considerado o pai da literatura em ucraniano, Tarás Shevchenko é tido como o pai de um ressurgimento nacional. Mais tarde, em 1863, o uso de ucraniano em obras impressas foi efetivamente banido pelo czar Alexandre II da Rússia. Esta atividade literária foi severamente diminuída na área e os escritores cujas obras eram escritas em ucraniano foram forçados a escrever seus relatos em russo ou a publicar suas obras na região da Galícia. A proibição nunca foi oficialmente anulada, mas tornou-se obsoleta após a revolução e com a ascensão dos bolcheviques ao poder.
A literatura ucraniana continuou a prosperar nos primeiros anos sob o regime soviético, quando quase todas as tendências literárias foram aprovadas. Essas políticas enfrentaram uma parada na década de 1930, quando Stalin realizou sua política de realismo socialista. A doutrina não repressificou necessariamente o uso do ucraniano, mas fez com que os escritores seguissem um certo estilo em suas obras. As atividades literárias continuaram a ser um pouco limitadas pelo Partido Comunista até 1991, quando a Ucrânia ganhou sua independência, que os escritores foram livres para se expressar como desejariam.

### Culinária

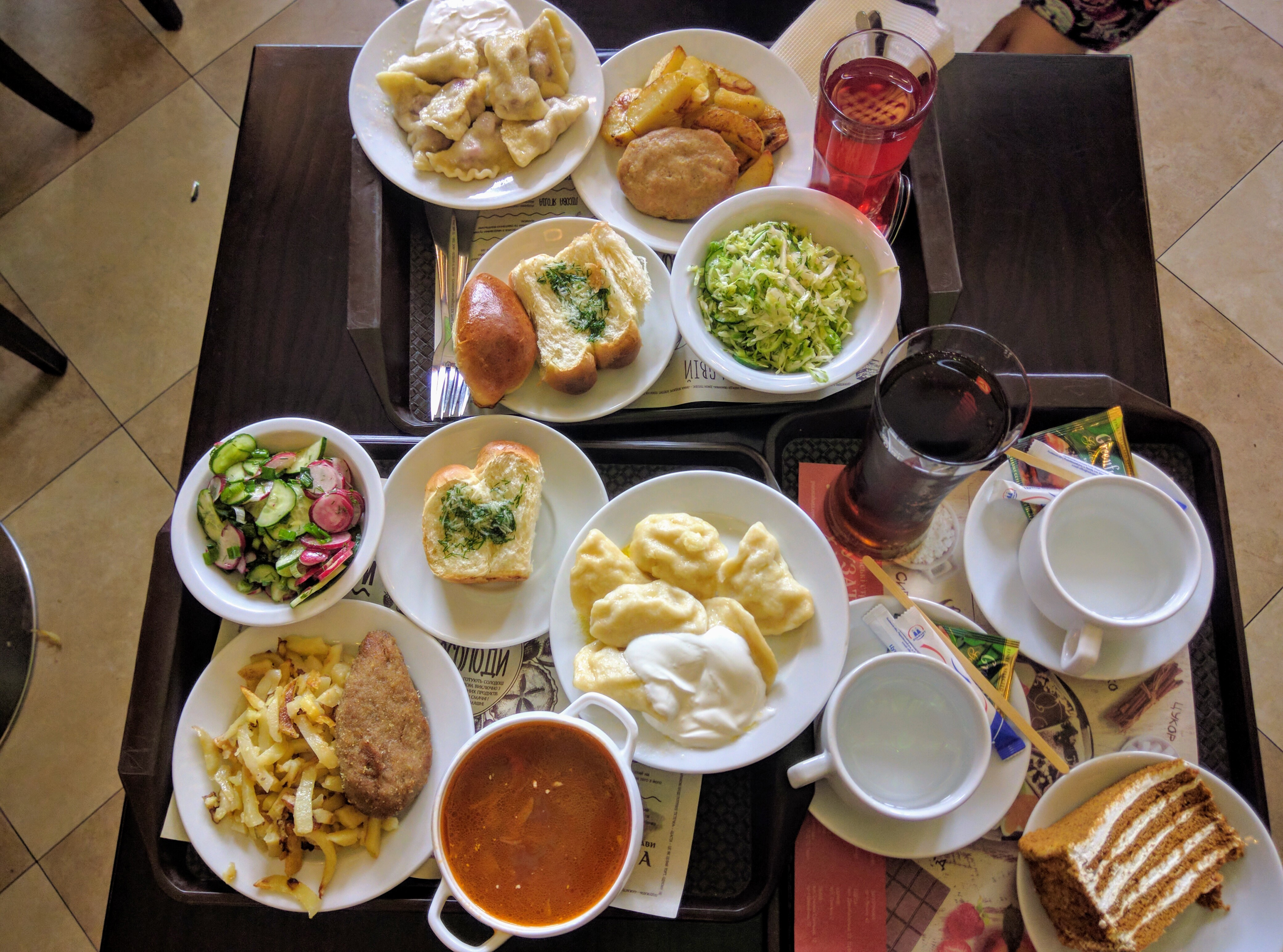
Pratos populares da culinária ucraniana

A culinária tradicional ucraniana inclui frango, porco, carne bovina, peixes e cogumelos. Os ucranianos também tendem a comer muitas batatas, grãos, legumes frescos, cozidos ou em conserva. Pratos tradicionais populares incluem varenyky (bolinhos cozidos com cogumelos, batatas, chucrute, queijo cottage, cerejas ou frutas vermelhas), nalysnyky (panquecas com queijo cottage, sementes de papoula, cogumelos, caviar ou carne), kapuśniak (sopa feita com carne, batatas, cenouras , cebola, repolho, painço, massa de tomate, especiarias e ervas frescas), borscht (sopa de beterraba, couve e cogumelos ou carne), holubtsy (rolos de repolho recheados com arroz, cenoura, cebola e carne picada) e pierogi (bolinhos de massa recheado com batatas cozidas e queijo ou carne). As especialidades ucranianas também incluem frango à Kyiv e bolo de Kyiv. Os ucranianos bebem compota de frutas, sucos, leite, leitelho (fazem requeijão com isso), água mineral, chá e café, cerveja, vinho e horilka. A primeira cafeteria na Áustria foi aberta por Jerzy Franciszek Kulczycki, enquanto a moderna Lviv é famosa por suas tradições de chocolate e café.

### Esportes
A Ucrânia beneficiou-se de muitas das políticas soviéticas adotadas para o desporto, o que lhe deu um legado de centenas de estádios, piscinas, ginásios e muitas outras instalações esportivas. O esporte mais popular do país é o futebol. A liga profissional é a Vyscha Liha, também conhecida como Campeonato Ucraniano de Futebol. As duas equipes mais bem-sucedidas da Vyscha Liha são o Futbolniy Klub Dynamo Kyiv e o Futbolniy Klub Shakhtar. O Dynamo Kyiv tem sido muito mais bem sucedido historicamente, ganhando duas Taça dos Clubes Vencedores de Taças, uma Supercopa da UEFA, um recorde de treze campeonatos do Campeonato Soviético de Futebol e um recorde de doze campeonatos da Primeira Liga ucraniana, enquanto o Shakhtar ganhou apenas quatro campeonatos ucranianos.

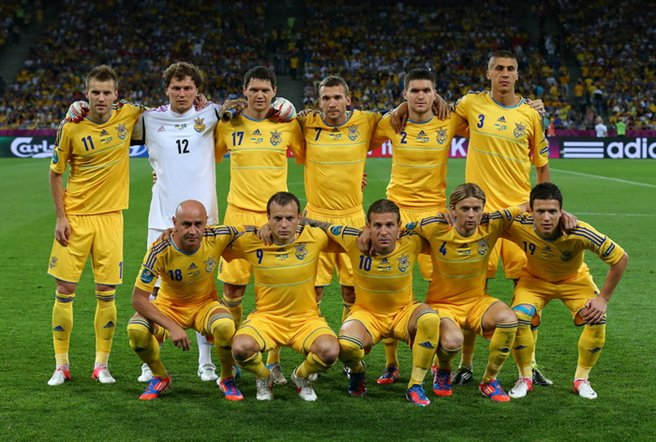
Seleção Ucraniana de Futebol

Muitos ucranianos também estiveram na seleção de futebol nacional da União Soviética, em particular Igor Belánov e Oleg Blojín, vencedores da prestigiada Bola de Ouro de melhor jogador de futebol do ano. Este prêmio só foi dado a um ucraniano após o colapso da União Soviética, Andriy Shevchenko, ex-capitão da seleção ucraniana de futebol nacional. A seleção nacional de futebol da Ucrânia estreou na Copa do Mundo de Futebol de 2006 e chegou às quartas de final no evento. O boxe também é um esporte muito popular no país, onde os irmãos Vitali Klitschkó e Wladímir Klitschkó ganharam o Campeonato Mundial de pesos pesados.
O país fez sua estreia olímpica nos Jogos Olímpicos de Inverno de 1994. Até agora, a Ucrânia teve mais sucesso nas Olimpíadas de Verão (96 medalhas em quatro aparições) do que nas Olimpíadas de Inverno (cinco medalhas em quatro aparições). Ao todo, ocupa o 25º lugar na tabela de medalhas dos Jogos Olímpicos, embora cada país acima, exceto a Rússia, tenha tido mais aparições nos jogos.
Juntamente com a Polônia, a Ucrânia foi anfitriã da fase final da Eurocopa em 2012, a máxima competição de futebol entre seleções da Europa. Foi o primeiro grande evento esportivo disputado na Ucrânia depois da sua independência. Quando fazia parte da União das Repúblicas Socialistas Soviéticas (URSS), Kyiv foi uma das subsedes do torneio de futebol nos Jogos Olímpicos de Verão de 1980, realizados em Moscou.

### Feriados
| 1 de janeiro  | Ano-Novo                                                                |
| 7 de janeiro  | Natal                                                                   |
| 8 de março    | Dia Internacional das Mulheres                                          |
| 1 e 2 de maio | Dia Internacional do Trabalho                                           |
| 8 de maio     | Dia da memória e da reconciliação em honra às vítimas da Segunda Guerra |
| 9 de maio     | Dia da Vitória                                                          |
| 28 de junho   | Dia da Constituição                                                     |
| 24 de agosto  | Independência da Ucrânia                                                |
| Festa Móvel   | Páscoa                                                                  |
| Festa Móvel   | Trindade                                                                |

1. ↑  Soberania disputada; constituída como república separatista sob o nome de República Popular de Donetsk.
2. ↑  Soberania disputada; constituída como república separatista sob o nome de República Popular de Lugansk.
3. ↑  Soberania disputada; constituída como subdivisão federal da Rússia com a denominação de República da Crimeia.
4. ↑  Soberania disputada; constituída como cidade federal da Rússia com a denominação de Sebastopol.